# Clima di Marte

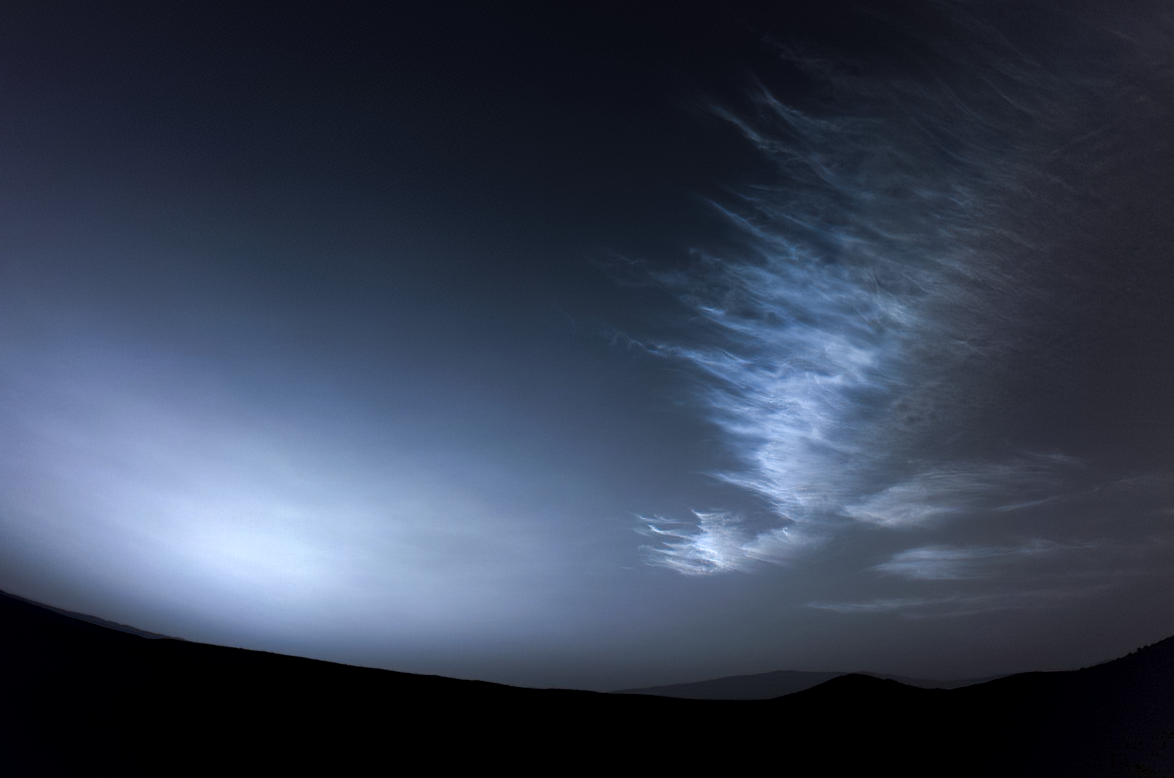
Il cielo nuvoloso di Marte visto dal rover Perseverance nel 2023 al sol 738.

Il clima di Marte è da secoli oggetto di curiosità scientifica sia perché è l'unico pianeta terrestre la cui superficie può essere facilmente osservata direttamente in dettaglio dalla Terra con l'aiuto di un telescopio, sia perché risulta possibile studiarne, con l'apposita strumentazione, la composizione atmosferica.
Sebbene Marte sia più piccolo della Terra con solo un decimo della massa terrestre, e il 50% più lontano dal Sole rispetto alla Terra (1,524 ua contro 1 ua del nostro pianeta) il suo clima presenta importanti somiglianze, come la presenza di calotte polari (simile alle nostre calotta glaciale artica e calotta glaciale antartica), cambiamenti stagionali e fenomeni meteorologici osservabili e modellizzabili partendo dalle conoscenze acquisite per il pianeta Terra, attirando l'attenzione di planetologi e climatologi e realizzando studi approfonditi. Comunque, anche se il clima di Marte presenta somiglianze con quello della Terra (comprese periodiche ere glaciali), esistono differenze importanti che ne diversificano il comportamento (come ad esempio un’inerzia termica molto inferiore a quella terrestre). Infatti l'atmosfera di Marte ha un'altezza di scala di circa 11 chilometri, 60% maggiore di quella terrestre. Assieme alla struttura planetaria e a quella atmosferica, il clima di Marte e la sua evoluzione è di notevole importanza per dare una risposta alla storica questione se la vita sia mai potuto esistere sul pianeta.
Marte è stato studiato con strumenti terrestri sin dal XVII secolo, ma è solo da quando è iniziata l'epoca della esplorazione di Marte, a metà degli anni sessanta del XX secolo, che è stata possibile l'osservazione a distanza ravvicinata. I veicoli spaziali in flyby ed in orbita del pianeta hanno fornito dati dall'alto dell'atmosfera, mentre lander e rover hanno misurato, sul posto dove risiedono, localmente le condizioni atmosferiche. Gli strumenti di oggi sofisticati e posti in orbita terrestre continuano a fornire utili osservazioni del quadro generale dei fenomeni meteorologici a scala relativamente grande che periodicamente avvengono sul pianeta rosso.
La prima missione di sorvolo marziano fu la Mariner 4, arrivata nel 1965. Quel rapido passaggio di due giorni (14-15 luglio 1965) con strumenti grezzi contribuì poco allo stato delle conoscenze del clima marziano. Le successive missioni Mariner (Mariner 6 e 7) colmarono alcune lacune nelle informazioni di base sul clima. Studi particolareggiati, basati sui dati ottenuti dalle missioni ma anche da osservazioni a terra, sono iniziati in maniera più rigorosa con i lander del programma Viking nel 1975 e continuano tutt'oggi con le sonde come il Mars Reconnaissance Orbiter, il Mars Express, l'ExoMars con il suo Trace Gas Orbiter, HOPE della Emirates Mars Mission, la sonda MAVEN (Mars Atmosphere and Volatile EvolutioN), il 2001 Mars Odyssey e per finire con la missione cinese Tianwen-1.
I dati ricavati dalle varie missioni di studio sulla dinamica climatica e sulla atmosfera di Marte hanno permesso alla NASA di definire una complessa simulazione digitale chiamata modello di circolazione generale di Marte (o MGCM, Mars General Circulation Model oggi tenuto dal Mars Climate Modeling Center) riferimento per ogni studio e ogni analisi relativa all'atmosfera e al clima marziano. Differenti iterazioni del modello e di altri hanno portato ad una maggiore comprensione delle dinamiche planetarie ed anche a definire alcuni limiti di tali modelli, affinati col progredire delle conoscenze provenienti dalle missioni consolidate e nuove e dei survey che con esse vengono effettuati. Il modello MGCM viene oggi supportato dal Mars Climate Modeling Center della NASA che rilascia anche un applicativo, ospitato dai server della Ames Research Center, per utilizzare, testare e controllare i dati osservativi, tramite il Mars Global Climate Model.

## Osservazioni storiche sul clima
Lo studio del clima di Marte si intreccia inevitabilmente con la storia delle osservazioni astronomiche e dell'analisi delle caratteristiche fisiche del pianeta. In questa ottica, sebbene Marte sia stato osservato sin dai tempi di Galileo, soltanto nel XVIII secolo si cominciò a decifrare la dinamica climatica. Si dovrà attendere Giandomenico Cassini per capire che Marte aveva un periodo di rotazione molto simile a quello terrestre (stimò un valore pari a 24 ore e 40 minuti di poco inferiore a quello oggi accettato). Giacomo Maraldi osservò nel 1704 che ai poli marziani c'erano due punti bianchi e che nell'emisfero meridionale questo era eccentrico rispetto al polo di rotazione. L'astronomo dedusse correttamente, durante l'opposizione del 1719, che tali punti bianchi erano le calotte polari marziane.
Se Maraldi osservò per primo le calotte polari, chi iniziò a definirle fu William Herschel, il quale credeva che tutti i pianeti fossero abitati e che esistessero persino esseri intelligenti che vivevano in una zona fresca sotto la superficie del sole. Herschel fu il primo ad osservare le variazioni di diametro delle calotte polari secondo un ciclo stagionale ben definito (di fatto osservò anche l'eccentricità del polo sud). In più l'astronomo dedusse la bassa densità dell'atmosfera marziana nel suo scritto del 1784, intitolato Sulle notevoli apparizioni nelle regioni polari del pianeta Marte, l'inclinazione del suo asse, la posizione dei suoi poli e la sua figura sferoidale; con alcuni cenni relativi al suo diametro e alla sua atmosfera reali. Osservando dei transiti di Marte nei pressi di due stelle deboli, Herschel non notò alcuna variazione della loro luminosità, concludendo, correttamente, che attorno a Marte c'era un'atmosfera poco spessa ad interferire con la luce emessa dalle due stelle.
Per quanto riguarda le osservazioni sulle dinamiche climatiche e sull'atmosfera si possono sorvolare le osservazioni dei primi dell'Ottocento. Si pone l'accento solo su un paio di osservazioni di Honoré Flaugergues: la prima è che nel 1809 scoprì delle nuvole gialle sulla superficie di Marte (di fatto è la prima osservazione documentata e riconosciuta di tempeste di polvere marziane) e la seconda che le calotte polari si rimpicciolivano per scioglimento del ghiaccio (1813), significativamente nella primavera marziana (ipotizzando, in maniera errata, che Marte fosse più caldo della Terra).
Si deve arrivare al 1837 per avere notizie sul ritiro del polo boreale, da parte di Beer e Maedler, osservato con il 24 cm dell'Osservatorio reale di Berlino. Nel 1854 William Whewell conclude che Marte possiede mari segnati dal colore verde e terre definite dal colore rosso e si chiede se ci sia vita extraterrestre, mentre il reverendo William Ruther Dawes, dalle favorevoli opposizioni del 1862 e del 1864, arriva alla conclusione che le facile osservazioni della superficie potrebbero riflettere una scarsità di nubi presenti associate ad una tenue atmosfera dovuta ad una minore gravità del pianeta.
Per avere degli avanzamenti sulle conoscenze si deve attendere l'uso dello spettroscopio. Nel 1867 padre Secchi e, separatamente, Sir William Huggings assieme a Pierre Jules Janssen (1824-1907) tentarono di scovare indizi sulla presenza di ossigeno. Sebbene non riuscirono a riconoscerla, affermarono che comunque vi erano delle bande in assorbimento da definire (in relazione alla Luna) e che comunque l'atmosfera sembrava essere molto sottile.
La seconda metà del XIX secolo e sino all'inizio del XX secolo, gli astronomi furono impegnati al riconoscimento della superficie di Marte e dei canali artificiali, che potevano indicare la presenza di una civiltà intelligente e di un clima molto simile a quello terrestre. Solo William W. Campbell nel 1894 disse di ottenere uno spettro uguale a quello della Luna. Nel 1909 Eugene M. Antoniadi con un telescopio di 83 cm e Alfred Russel Wallace in modo indipendente posero fine alle accese discussioni dimostrando con osservazioni ed arguti argomenti l'impossibilità dell'esistenza dei canali, mostrando di fatto Marte per quello che effettivamente era: un pianeta che non poteva ospitare vita e non possedeva canali artificiali di nessuna sorta. Inoltre Antoniadi dimostrò anche in maniera inequivocabile la presenza di trasporto massivo di polvere tramite l'azione del vento.
IL XX secolo segna il passo allo studio approfondito dell'atmosfera di Marte. Nel 1924 Seth B. Nicholson e Edison Pettit (entrambi statunitensi) dimostrano, tramite il telescopio di Monte Wilson con il generoso specchio di 2,54 m, che l'atmosfera sembra avere una temperatura variabile dai -68 °C ai 7 °C. Nello stesso anno William Weber Coblentz e Carl Otto Lampland indicano la temperatura superficiale minore di -85 °C mentre la temperatura delle nubi sembra attestarsi attorno ai 30 °C. Nel 1925 Walter S. Adams conferma la presenza di acqua in atmosfera e l'anno successivo indica la presenza in percentuale della molecola di ossigeno in quantità pari a quella che si può trovare nei deserti caldi terrestri (con Theodore Dunham Jr nel 1934 definirà la quantità di O2 minore dell'1%). Durante gli anni venti del secolo scorso, l'astronomo francese Bernard Lyot usa il polarimetro per studiare le proprietà superficiali della Luna e dei pianeti. Nel 1929 l'astronomo nota che la luce polarizzata emessa dalla superficie di Marte è molto simile a quella irradiato dalla Luna, sebbene ipotizza che le sue osservazioni potrebbero essere spiegate dal gelo e forse dalla vegetazione. Basandosi sulla quantità di luce solare diffusa dall'atmosfera marziana, l'astronomo fissa un limite superiore di 1/15 dello spessore dell'atmosfera terrestre. Ciò di fatto limita la pressione superficiale a non più di 2,4 kPa (24 mbar). Oggi conosciamo il valore di pressione bene, pari a 6,36 mbar. L'ultima osservazione storica degna di menzione è quella effettuata da Gerard Kuiper, astronomo americano che nel 1947 indica la presenza della molecola di CO2 nell'atmosfera di Marte usando la spettrometria ad infrarossi. Effettivamente Kuiper è stato in grado di stimare che la quantità di anidride carbonica su una determinata area della superficie è doppia rispetto alla Terra. Tuttavia, poiché sopravvaluta la pressione superficiale su Marte, Kuiper conclude, erroneamente, che le calotte polari non possono essere composte da anidride carbonica congelata (ovviamente l'alternativa era l'acqua). Nel 1948 il meteorologo americano Seymour L. Hess riesce a determinare che la formazione delle sottili nuvole marziane richiederebbe l'equivalente di solo 4 mm di precipitazione di acqua a pressione del vapore pari a 0,1 kPa (ossia 1,0 mbar).

## Paleoclimatologia
Osservazioni e modelli recenti stanno producendo informazioni non solo sul clima attuale e sulle condizioni atmosferiche di Marte, ma anche del suo passato. Per comprendere la paleoclimatologia si devono però determinare le diverse fasi attraversate dal pianeta.
Attualmente esistono due sistemi di datazione in uso per definire la scala del tempo geologico che ha visto Marte avere diverse condizioni. Il primo e più comune metodo si basa sulla densità di craterizzazione della superficie planetaria ed è ripartito in tre Periodi chiamati Noachiano, Esperiano ed Amazzoniano. L'altro sistema di datazione definisce una linea temporale basata sull'alterazione di minerali argillosi, anch'essa ripartita con tre Periodi, il Fillociano, il Teiikiano e il Siderikano.
Periodi geologici di Marte in Ma (milioni di anni fa).

È stato suggerito che Marte avesse un'atmosfera molto più densa e calda all'inizio della sua storia, nel Noachiano. Da tempo si teorizza infatti che in quel periodo l’atmosfera fosse ricca di anidride carbonica. Una tale composizione avrebbe innalzato la temperatura, almeno in alcuni luoghi, al di sopra del punto di congelamento dell’acqua. Con la temperatura più elevata, l’acqua avrebbe potuto essere allo stato liquido, scorrere scavando i numerosi canali e valli di deflusso osservabili sulla superficie nelle aree attribuite al primo periodo. L'acqua potrebbe anche essere stata drenata a formare laghi e forse un oceano. Alcuni ricercatori hanno suggerito che l'atmosfera di Marte potrebbe essere stata molte volte più densa di quella terrestre; tuttavia, una ricerca pubblicata nel settembre 2015 ha avanzato l’idea che forse l’atmosfera marziana primordiale non era così densa come si pensava in precedenza. In fondo non sempre i segni sembrano andare verso l'idea di atmosfera più spessa. Recenti osservazioni spettrali dei depositi di minerali argillosi supportate dai modelli sulle condizioni di formazione indicano che nell'argilla di quell'epoca è presente una scarsa quantità di carbonati, se non addirittura completamente assenti. Tipicamente però la formazione di argilla in un ambiente ricco di anidride carbonica è sempre accompagnata dalla formazione di carbonati, sebbene questo possano successivamente essere dissolti dall'acidità vulcanica. 

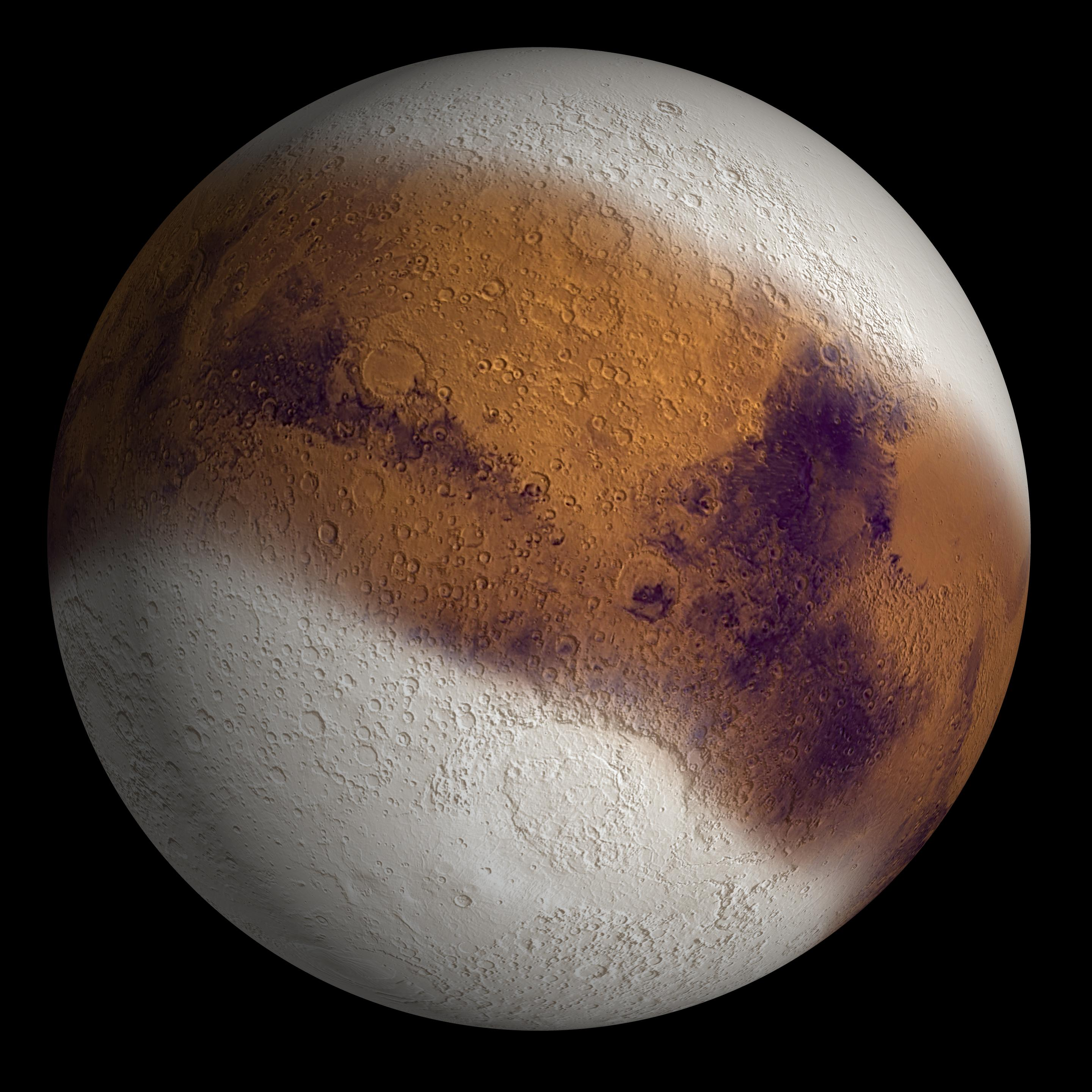
Questa vista simulata mostra come sarebbe potuto apparire Marte durante il culmine di una possibile era glaciale in tempi geologicamente recenti. Durante un periodo compreso tra 2,1 milioni e 400.000 anni fa, l'aumento dell'inclinazione dell'asse di rotazione di Marte causò un aumento del riscaldamento solare ai poli. Uno studio che utilizza le osservazioni delle orbite Mars Global Surveyor e Mars Odyssey della NASA conclude che questo riscaldamento polare avrebbe causato la mobilitazione di vapore acqueo e polvere nell’atmosfera e l’accumulo di un deposito superficiale di ghiaccio e polvere fino a circa 30 gradi di latitudine in entrambi gli emisferi. Marte ora sarebbe in un periodo interglaciale, caratterizzato da una minore inclinazione assiale (negli ultimi 300.000 anni circa). Il deposito superficiale ricco di ghiaccio, depositato durante la glaciazione, si starebbe degradando, in particolare modo, nella zona di latitudine compresa tra 30 gradi e 60 gradi, mentre il ghiaccio d’acqua ritorna ai poli.

Nel Noachiano effettivamente sembrava esistere acqua corrente sulla superficie. La morfologia di alcuni crateri da impatto indica che il terreno al momento dell'urto era bagnato. Le osservazioni geomorfologiche sulle reti vallive marziane e i calcoli dei tassi di erosione del paesaggio indicano condizioni fortemente più calde e umide sul pianeta nel primo periodo (prima di circa quattro miliardi di anni fa circa) rispetto a quelli successivi. Tale ipotesi viene suffragata dal ritrovamento su Marte di minerali che vengono a formarsi in ambiente idrico, tra cui ematite e jarosite, da parte del rover Opportunity e goethite da parte del rover Spirit. Ciò ha portato alla conclusione che le effettive condizioni climatiche in un lontano passato consentivano all'acqua di scorrere liberamente su Marte almeno per il primo periodo di vita, mentre l'analisi chimica dei campioni delle meteoriti marziani ritrovati sulla Terra suggerisce che la temperatura ambientale in prossimità della superficie di Marte è rimasta molto probabilmente inferiore allo 0 °C negli successivi quattro miliardi di anni.
Alcuni ricercatori sostengono che la notevole massa dei vulcani appartenenti al bulge di Tharsis abbia giocato un importante ruolo sul clima di Marte influenzandone la dinamica. I vulcani in eruzione difatti emettono grandi quantità di gas formati principalmente da vapore acqueo e anidride carbonica più altri in quantità leggermente inferiore quale il biossido di zolfo. Potrebbe quindi essere stato rilasciato abbastanza gas dagli edifici vulcanici tale da rendere l'atmosfera di Marte più densa di quella preesistente (i vulcani potrebbero anche aver emesso abbastanza acqua (H2O) in fase di vapore da coprire l'intera superficie marziana fino ad una profondità di 120 m). L'anidride carbonica e il vapore acqueo (assieme ad altri gas, meno importanti su Marte) sono efficienti gas serra. Il loro effetto è quello di assorbire il calore riemesso dalla superficie planetaria come radiazione infrarossa intrappolandola ed aumentando la temperatura media di un pianeta. Pertanto, i vulcani di Tharsis, emettendo importanti quantitativi di CO2 (e di vapore acqueo), avrebbero potuto rendere Marte più simile alla Terra nel remoto passato. L'atmosfera poteva effettivamente essere più densa e calda sostenendo un ciclo idrologico, formando oceani o laghi. Tuttavia, si è rivelato estremamente difficile costruire modelli climatici globali affidabili per Marte che producano temperature superiori ai 0 °C in qualsiasi momento della sua storia, sebbene ciò possa semplicemente riflettere problemi nella calibrazione accurata di tali modelli oppure delle condizioni iniziali al contorno.
Il clima di Marte sembra essere cambiato anche più vicino a noi temporalmente. Tra le molte prove che possono fornire le morfologie superficiali marziane, alcune sembrano indicare l'esistenza di una passata era glaciale estrema e geologicamente recente. Infatti solo 370.000 anni fa il pianeta Marte poteva apparire con una colorazione bianca piuttosto che rossa, come suggerito, nel 2016, in un articolo di un team di alcuni ricercatori del Southwest Research Institute. Gli autori dello studio hanno posto l'accento sulla configurazione dei depositi di ghiaccio stratificati posti ai poli di Marte affermando che questi hanno registrano una storia dettagliata di accumulazione ed erosione legata ai processi di modifica climatica. Una conferma viene anche dalle morfologie superficiali studiate dal rover Zhurong. Tramite analisi dei dati inviati a terra dalla piattaforma gli scienziati dell’Accademia Cinese delle Scienze hanno potuto rilevare che le dune di sabbia presenti sono state erose nel corso del tempo fino a creare delle creste eoliche trasversali, strutture sabbiose di colore scuro la cui parte inferiore è composta da materiale brillante e che sembrano essersi formate proprio attorno ai 400.000 anni fa, indicando un periodo di cambiamento climatico, come supportato anche dalle analisi effettuati dalla sonda orbitante Tianwen-1.
Sebbene il pensiero generale sul clima di Marte è quello della passata abitabilità, è anche vero che alcuni autori di lavori recenti (2024) indicano un ambiente molto meno ospitale di quello che si potrebbe pensare. Secondo uno studio guidato dalla University of Nevada infatti sembra che il clima planetario passato del pianeta rosso fosse ben più gelido ed arido e meno incline ad ospitare la vita (almeno per come la conosciamo). Ciò risulterebbe dal confronto delle caratteristiche geochimiche e mineralogiche del suolo marziano studiato dal rover Curiosity presso il Cratere Gale con quelle di alcuni siti terrestri pensati essere analoghi di Marte.

## Tempo atmosferico

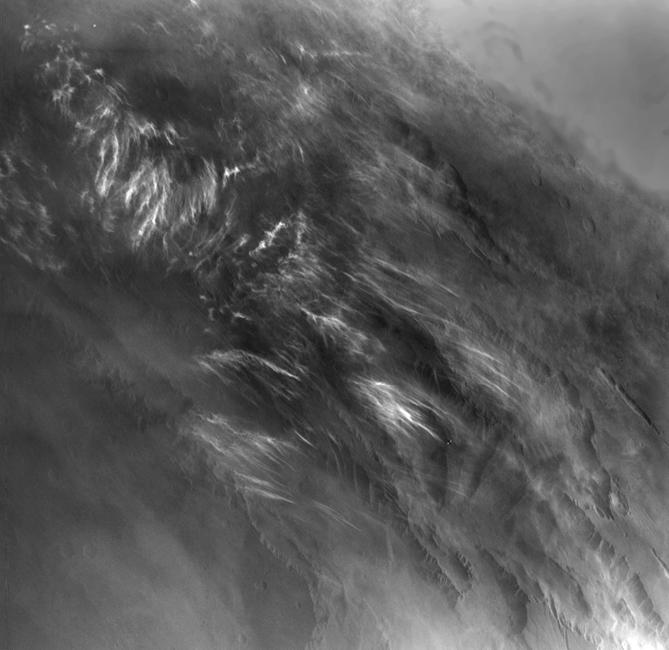
Nuvole mattutine marziane riprese dal Viking Orbiter 1 nel 1976.

La temperatura e la circolazione atmosferica di Marte variano ogni anno marziano (come previsto per qualsiasi pianeta dotato di atmosfera e inclinazione assiale) in linea con lo spostamento orbitale. Marte è privo però delle masse di acqua (quali gli oceani) tipici stabilizzatori delle dinamiche climatiche e fonti di alcune variazioni sulla Terra i cui effetti possono risentirsi ben oltre l'anno solare. I dati della Mars Orbiter Camera a partire dal marzo 1999 e che coprono 2,5 anni marziani mostrano che il clima marziano tende ad essere maggiormente ripetitivo e quindi più prevedibile di quello della Terra. Se un evento si verifica in un particolare periodo dell'anno, i dati disponibili (per quanto scarsi) indicano che è abbastanza probabile che lo stesso fenomeno si ripeta l'anno successivo quasi nello stesso luogo con lo scarto più o meno di una settimana. Ciò lascia intendere come alcuni fenomeni (tipo l'insorgenza di tempeste di polveri) possano essere osservati nello stesso luogo sin dai tempi storici.
Per quanto riguarda le precipitazioni, Marte ha le caratteristiche fisiche e chimiche adeguate per far precipitare a terra neve di ghiaccio secco, forma solida del biossido di carbonio, con il processo di brinamento. Il passaggio del diossido di carbonio allo stato solido avviene solo a temperature inferiori ai -78 °C (motivo per cui sulla Terra tale composto viene prodotto industrialmente e non recuperabile in natura). Ciò significa che su Marte potenzialmente potrebbero esistere due tipi di neve. Una è il tipo che sperimentiamo sulla Terra, fatto di acqua ghiacciata, l'altra è data proprio dalla CO2. In particolare nelle regioni polari, dall'atmosfera precipita neve di anidride carbonica che si deposita sulla superficie, formando strati bianchi, a tratti translucidi, simili a brina o gelo (la caduta di ghiaccio secco in questi luoghi sembra giocare un ruolo importante nell'aumentare l'estensione delle calotte durante l'inverno). A riprova di ciò si può indicare che il 29 settembre 2008 il lander Phoenix ha rilevato nuvole di biossido di carbonio, poste a 4,5 km sopra il suo sito di atterraggio, vicino al cratere Heimdal, da cui è iniziata a cadere neve di diossido di carbonio (di fatto è stata la prima osservazione di precipitazione nevosa), mentre il 3 settembre 2008 sempre Phoenix ha rilevato nubi di ghiaccio di acqua come cirri di cristallo di ghiaccio sulla Terra. Nei fiocchi di neve di biossido di carbonio sembra possa aver aderito anche neve di acqua che, comunque, vaporizzerebbe prima di raggiungere il suolo, fenomeno chiamato tecnicamente virga.
Sulla superficie di Marte si possono venire a formare gelate a base di ghiaccio d'acqua e di anidride carbonica lontano dai poli. L'orbiter Odyssey (2001) è riuscito ad osservare il gelo formarsi e trasformarsi in gas alla luce del sole, mentre i lander Viking individuarono il ghiaccio quando arrivarono su Marte negli anni '70.

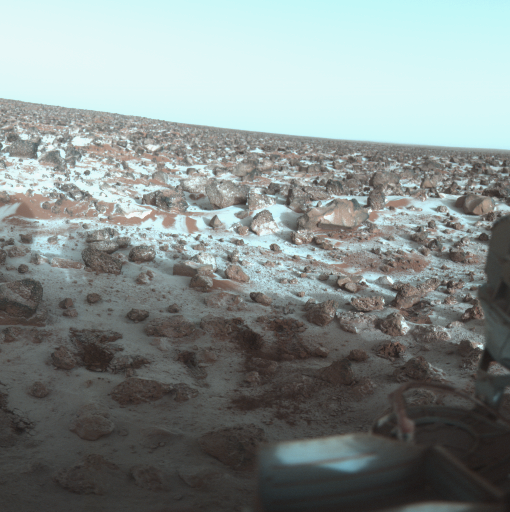
Ghiaccio d'acqua ammanta la superficie della pianura di Utopia Planitia, come osservato dal lander Viking 2 il 18 maggio 1979. Il ghiaccio d'acqua su Marte aderirebbe al ghiaccio secco, il quale funzionerebbe da seme di precipitazione.

## Nubi

Nuvole di ghiaccio si muovono sopra il sito di atterraggio di Phoenix, per un periodo di 10 minuti (ripresa del 29 agosto 2008).

A differenza delle nubi terrestri, le nubi marziane possono venire a formarsi ben oltre la quota di base arrivando sino ai 100 km sopra la superficie (anche se tipicamente non superano i 60 km di altitudine. Il processo di aggregazione avverrebbe naturalmente come sulla Terra, attorno ad un nucleo di ghiaccio secco o di acqua e ghiaccio precedentemente esistente. Su Marte però sembra avere una certa importanza anche il processo di addensamento attorno a particelle fini presenti in atmosfera e portate ad alte quote dalle tempeste di polvere.
Inoltre nuvole più rare, definite madreperlacee, vengono a costituirsi quando tutte le particelle che le compongono si formano contemporaneamente, brillando con colori splendidi ed iridescenti. Le prime immagini di Marte, inviate dal Mariner 4, mostrarono effettivamente nuvole visibili nella parte alta dell'atmosfera di Marte. Tali nubi, come osservato successivamente, risultano molto deboli e possono essere osservate solo riflettendo la luce solare contro l'oscurità del cielo notturno. Sotto questo aspetto tali nuvole, sembrano essere simili alle nubi nottilucenti della Terra, tipicamente mesosferiche e che si addensano a circa 80 km dalla superficie del nostro pianeta.

## Temperatura
Le prime misurazioni della temperatura marziana sono antecedenti all'era spaziale. Tuttavia, le prime strumentazioni e le tecniche, grezze, di radioastronomia produssero risultati diversi tra loro non fornendo valori univoci. Le prime sonde a flyby (tipo Mariner 4) e i successivi orbiter utilizzarono la tecnica di occultazione radio per produrre una aeronomia. Con la composizione chimica già dedotta dalla spettroscopia, si poteva quindi derivare la temperatura e la pressione dell'atmosfera. Tuttavia, le occultazioni nei flyby possono misurare solo proprietà lungo due transetti all'entrata e all'uscita delle loro traiettorie, del disco di Marte come se fosse visto dalla Terra. Ciò si traduce in istantanee meteorologiche più che misurazioni valide nel tempo, in una zona particolare dell'atmosfera e in un momento ben stabilito (quello di transito).
Le piattaforme orbitanti aumentarono (e tuttora aumentano) il numero di transetti radio. Le missioni successive, a partire dai doppi sorvoli delle sonde gemelle Mariner 6 e 7 e delle russe, sempre gemelle, Mars 2 e 3, trasportarono strumentazioni atte allo scopo come i rilevatori a infrarossi per misurare l'energia radiante. La sonda Mariner 9 è stata la prima a posizionare un radiometro e uno spettrometro a infrarossi nell'orbita di Marte, nel 1971, insieme ad altri strumenti e ad un trasmettitore radio. Seguirono le Viking 1 e 2, non solo con i rilevatori termici a infrarossi (IRTM) ma anche con altri tipi di strumentazione. Queste missioni, assieme a quelle successive, oltre che effettuare misurazioni, poterono corroborare i set di dati ottenuti per telerilevamento, tramite bracci meteorologici dei lander in situ, dai rover atterrati sulla superficie ed anche alle analisi effettuate dai sensori di temperatura e pressione ad alta quota durante la loro discesa.
Prima e subito dopo le missioni Viking, le temperature marziane più aggiornate e avanzate furono determinate dalla Terra tramite la spettroscopia a microonde. Poiché il fascio delle microonde è inferiore a 1' (1 minuto d'arco), questo risulta essere più grande del disco del pianeta stesso; le misurazioni ottenute riflettono più una media globale di Marte che una valore istantaneo locale. Successivamente, lo spettrometro a emissione termica (TES) del Mars Global Surveyor prima e, in misura minore, il THEMIS della sonda 2001 Mars Odyssey poi (e in generale qualunque altro strumento finalizzato alla raccolta di misure termiche), non poté semplicemente riprodurre le misurazioni nell'infrarosso ma dovette confrontare (col procedimento del sensor fusion) i dati provenienti dalle diverse fonti come le misurazioni in microonde dalla Terra, e, ancora dopo con le analisi effettuate con i lander e i rover delle missioni successive.
Viene proposta di seguito una tabella riassuntiva delle temperature al 1999 con le misurazioni all'epoca disponibili reperibili tramite bibliografia.
| Temperature al 1999 con fonti bibliografiche.                                           | Temperature al 1999 con fonti bibliografiche.                                                              | Temperature al 1999 con fonti bibliografiche. |
| Bibliografia                                                                            | Risultati (commentati)                                                                                     | Risultati standardizzati                      |
| --------------------------------------------------------------------------------------- | --- | --------------------------------------------- |
| Solar System Exploration: Bodies: Mars, NASA.                                           | Temperatura media alla superficie solida: da 186 a 268 K.                                                  | 186–268 K.                                    |
| Mars., 15th Edition, Chicago: Enciclopedia Britannica, Copyright, 1997.                 | Temperatura atmosferica superficiale: -23 °C.                                                              | 250 K.                                        |
| Williams, David R., Mars Fact Sheet, NASA Goddard Space Flight Center, 12 October 1999. | Temperatura media: ~210 K                                                                                  | 210 K.                                        |
| Handbook of Chemistry and Physics, 9th Edition, CRC Press, 1986: 14-3.                  | 218 K (−55 °C)                                                                                             | 218 K.                                        |
| Mars Introduction. Solar Views.                                                         | La temperatura media registrata su Marte è di -63 °C con temperatura massima di 20 °C e minima di −140 °C. | 210 K (media). 130–250 K (range).             |
| Fonte: The physics factbook, Albert Eydelman.                                           | |                                               |

Dalla amalgamazione delle misurazioni si è arrivati a trarre delle conclusioni interessanti. I set di dati ottenuti dal TES e normalizzati "[...] suggeriscono temperature atmosferiche generalmente più fredde e un carico di polvere inferiore negli ultimi decenni su Marte, rispetto alla missione Viking [...]", sebbene i dati delle Viking fossero stati già precedentemente rivisti al ribasso. I dati del TES mostrano che "[...] durante i periodi del perielio del 1997 rispetto a quelli del 1977, sono state osservate temperature atmosferiche globali molto più fredde (10-20 K di differenza) [...]" e che "[...] l'atmosfera globale all'afelio di Marte è più fredda, meno polverosa e più nuvolosa di quanto indicato dalla climatologia stabilita dal Viking [...]" tenendo ancora una volta conto delle revisioni di Wilson e Richardson sui dati dei due Viking.
Confronti successivi, pur ammettendo che "[...] è la registrazione delle temperature dell'aria a microonde a essere la più rappresentativa [...]", hanno tentato di unificare le registrazioni discontinue dei diversi veicoli spaziali. Da questa operazione di calibrazione non è risultata chiara alcuna tendenza misurabile nella temperatura media globale tra i dati IRTM (nell'infrarosso) dei Viking e del TES MGS. In pratica sembra che "[...] Le temperature dell'aria provenienti dai Viking e dal MGS nell'infrarosso sono essenzialmente indistinguibili per il periodo di riferimento, suggerendo che le epoche a cui si riferiscono i Viking e il MGS sono caratterizzate essenzialmente dallo stesso stato climatico." Dalle retrospettive sui dati è emersa però "[...] una forte dicotomia [...]" tra gli emisferi settentrionale e meridionale, un "[...] paradigma molto asimmetrico per il ciclo annuale marziano: una primavera e un'estate settentrionali relativamente fresche, non molto polverose e relativamente ricche di vapore acqueo e nuvole di ghiaccio e un’estate australe piuttosto simile a quella osservata dai Viking con temperature dell’aria più calde con meno vapore acqueo e ghiaccio d’acqua e livelli più elevati di polvere atmosferica”.
Dal Mars Climate Sounder (MCS) del Mars Reconnaissance Orbiter si può (proprio per confronto con i dati pregressi del THEMIS e del IRTM), analogamente ad altre piattaforme orbitanti sinora descritte, ricavare profili atmosferici. Lo strumento MCS è stato sin dall'arrivo, in grado di operare congiuntamente con il TES del MGS, anche se per un breve periodo, in modo tale da amalgamare i dati ottenuti dalle due strumentazioni (del TES e del MCS). Sebbene le temperature ottenute dal MCS e dal TES siano generalmente coerenti tra loro, i ricercatori che hanno provveduto alla elaborazione dei dati, indicano possibili effetti di mascheramento delle eventuali variazioni interannuali della temperatura media globale da incertezze di calibrazione e modellizzazione. Inoltre raffreddamento delle temperature al di sotto della precisione analitica sono state ravvisate, probabilmente perché gli albedi Lambert derivati dal MCS sono leggermente più alti delle misurazioni TES acquisite nella stessa stagione e località. Alla fine, "[...] dopo aver tenuto conto di questo raffreddamento modellato, le temperature nelle bande per MY (Mars Years) 28 del MCS risultano essere in media 0,9 K (di giorno) e 1,7 K (di notte) minori (e quindi ad indicare una freddo maggiore) rispetto alle misurazioni nelle bande per MY (Mars Years) 24 del TES."
Per indicare la variabilità della temperatura misurata a terra dalle prime missioni della NASA, viene riportata una tabella riassuntiva con le medie e i range in gradi Celsius, a mostrare come i valori forniti (medie misurate) della temperatura in situ siano, in diversi luoghi del pianeta, differenti (al 2004).
| Articolo, Editore, Anno | Luogo e temperature misurate | Temperature (in °C)                   |
| Mars Exploration Rover Landings Press Kit (in pdf) NASA, gennaio 2004.                                                             | Temperatura atmosferica vicino al suolo in situ.                                                                                             | Da −100 a 0 °C                        |
| Tillman J. E., Johnson N. C., LeCompte G. F., Mars Pathfinder Temperature Data: Entire MPF Mission, University of Washington.      | Ampia tabella dei dati che copre 78 sol (giorni marziani) con letture effettuate a tre diverse altezze dalla superficie: 1 m; 0,5 m; 0,25 m. | Da −80 a 0 °C (range) −43 °C (media)  |
| Tillman J. E., Johnson N. C., LeCompte G. F., Mars Viking Lander 1 Temperature Data: Entire MPF Mission, University of Washington. | Ampia tabella dei dati che copre 78 sol (giorni marziani) con letture effettuate a 1,6 m.                                                    | Da −91 a −17 °C (range) −59 °C media) |
| (Mars) Lower Atmosphere. Windows to the Universe, University Corporation for Atmospheric Research (UCAR),1998.                     | Range di temperatura alla superficie da −113 °C at the winter pole a 0 °C sul lato diurno durante l'estate.                                  | Da −113 a 0 °C                        |
| Fonte: The physics factbook, Albert Eydelman.                                                                                      | |                                       |

Il valore comune come media superficiale è pari a -63 °C. Le temperature superficiali possono raggiungere un massimo di circa 20 °C a mezzogiorno all'equatore, e una minima di circa -153 °C ai poli. Le misurazioni effettive della temperatura nel sito dei lander Viking vanno da -17,2 °C a -107 °C. La temperatura più calda al suolo stimata dal Viking Orbiter è stata di 27 °C. Il rover Spirit ha registrato una temperatura massima dell'aria diurna all'ombra di 35 °C, e temperature registrate regolarmente ben al di sopra 0 °C, tranne in inverno.
Di seguito vengono forniti, sotto forma tabellare, alcuni dati climatici. Per il cratere Gale, le stagioni sono state normalizzate a quelle della Terra.
| Report meteorologico (Chryse Planitia, missione Pathfinder, 1997).                         | Report meteorologico (Chryse Planitia, missione Pathfinder, 1997). | Report meteorologico (Chryse Planitia, missione Pathfinder, 1997). | Report meteorologico (Chryse Planitia, missione Pathfinder, 1997). | Report meteorologico (Chryse Planitia, missione Pathfinder, 1997). | Report meteorologico (Chryse Planitia, missione Pathfinder, 1997). | Report meteorologico (Chryse Planitia, missione Pathfinder, 1997). |
| ------------------------------------------------------------------------------------------ | ------------------------------------------------------------------ | ------------------------------------------------------------------ | ------------------------------------------------------------------ | ------------------------------------------------------------------ | ------------------------------------------------------------------ | ------------------------------------------------------------------ |
| Giorno                                                                                     | Ora                                                                | Sol                                                                | Ora locale                                                         | Temp. (°C)                                                         | Press. (millibar)                                                  | Dir. vento                                                         |
| 9 lug                                                                                      | -                                                                  | 5                                                                  | 2:41 pm                                                            | --13,3                                                             | 6,71                                                               | Da ovest                                                           |
| 10 lug                                                                                     | -                                                                  | 6                                                                  | 2:55 pm                                                            | -12,8                                                              | 6,70                                                               | Da ovest                                                           |
| 12 lug                                                                                     | -                                                                  | 8                                                                  | 12:17 pm                                                           | -23,9                                                              | 6,79                                                               | Da ovest                                                           |
| 14 lug                                                                                     | -                                                                  | 10                                                                 | 11:51 am                                                           | -67,2                                                              | 6,70                                                               | Da ovest-nordest                                                   |
| 16 lug                                                                                     | -                                                                  | 12                                                                 | 6:35 am                                                            | -67,2                                                              | 6,71                                                               | Da nordovest                                                       |
| 17 lug                                                                                     | -                                                                  | 14                                                                 | 6:34 am                                                            | -22,8                                                              | 6,74                                                               | Da nordest                                                         |
| 22 lug                                                                                     | -                                                                  | 18                                                                 | 12:47 pm                                                           | -22,2                                                              | 6,74                                                               | Da sudovest                                                        |
| 27 lug                                                                                     | -                                                                  | 23                                                                 | 2:12 pm                                                            | -13                                                                | 6,76                                                               | Da ovest                                                           |
| 30 lug                                                                                     | -                                                                  | 26                                                                 | 2:36 pm                                                            | -18                                                                | 6,77                                                               | Leggero, da ovest                                                  |
| 7 ago                                                                                      | 7:57 pm PDT                                                        | 34                                                                 | 14:58 pm                                                           | -16,1                                                              | 6,68                                                               | Leggero, da ovest                                                  |
| 26 ago                                                                                     | 7:05 am PDT                                                        | 52                                                                 | 14:15 pm                                                           | -10                                                                | 6,81                                                               | Leggero, da nord                                                   |
| Fonte: NASA, Dr. Tim Schofield, JPL Atmospheric Structure/Meteorology Package Team Leader. |                                                                    |                                                                    |                                                                    |                                                                    |                                                                    |                                                                    |

| Dati climatici per il cratere Gale (missione MSL, Curiosity, 2012-2015).                 | Dati climatici per il cratere Gale (missione MSL, Curiosity, 2012-2015). | Dati climatici per il cratere Gale (missione MSL, Curiosity, 2012-2015). | Dati climatici per il cratere Gale (missione MSL, Curiosity, 2012-2015). | Dati climatici per il cratere Gale (missione MSL, Curiosity, 2012-2015). | Dati climatici per il cratere Gale (missione MSL, Curiosity, 2012-2015). | Dati climatici per il cratere Gale (missione MSL, Curiosity, 2012-2015). | Dati climatici per il cratere Gale (missione MSL, Curiosity, 2012-2015). | Dati climatici per il cratere Gale (missione MSL, Curiosity, 2012-2015). | Dati climatici per il cratere Gale (missione MSL, Curiosity, 2012-2015). | Dati climatici per il cratere Gale (missione MSL, Curiosity, 2012-2015). | Dati climatici per il cratere Gale (missione MSL, Curiosity, 2012-2015). | Dati climatici per il cratere Gale (missione MSL, Curiosity, 2012-2015). | Dati climatici per il cratere Gale (missione MSL, Curiosity, 2012-2015). |
| Mese                                                                                     | Gen                                                                      | Feb                                                                      | Mar                                                                      | Apr                                                                      | Mag                                                                      | Giu                                                                      | Lug                                                                      | Ago                                                                      | Set                                                                      | Ott                                                                      | Nov                                                                      | Dic                                                                      | Annuale                                                                  |
| ---------------------------------------------------------------------------------------- | ------------------------------------------------------------------------ | ------------------------------------------------------------------------ | ------------------------------------------------------------------------ | ------------------------------------------------------------------------ | ------------------------------------------------------------------------ | ------------------------------------------------------------------------ | ------------------------------------------------------------------------ | ------------------------------------------------------------------------ | ------------------------------------------------------------------------ | ------------------------------------------------------------------------ | ------------------------------------------------------------------------ | ------------------------------------------------------------------------ | ------------------------------------------------------------------------ |
| Reccord più alto                                                                         | 6                                                                        | 6                                                                        | 1                                                                        | 0                                                                        | 7                                                                        | 14                                                                       | 20                                                                       | 19                                                                       | 7                                                                        | 7                                                                        | 8                                                                        | 8                                                                        | 20                                                                       |
| Media giornaliera massima                                                                | -7                                                                       | -20                                                                      | -23                                                                      | -20                                                                      | -4                                                                       | 0,0                                                                      | 2                                                                        | 1                                                                        | 1                                                                        | 4                                                                        | -1                                                                       | -3                                                                       | -5,7                                                                     |
| Media giornaliera minima                                                                 | -82                                                                      | -86                                                                      | -88                                                                      | -87                                                                      | -85                                                                      | -78                                                                      | -76                                                                      | -69                                                                      | -68                                                                      | -73                                                                      | -73                                                                      | -77                                                                      | -78,5                                                                    |
| Record più basso                                                                         | -95                                                                      | -127                                                                     | -114                                                                     | -97                                                                      | -98                                                                      | -125                                                                     | -84                                                                      | -80                                                                      | -78                                                                      | -78                                                                      | -83                                                                      | -110                                                                     | -127                                                                     |
| Fonte: Centro di Astrobiología, Mars Weather, NASA Quest, SpaceDaily. Temperatura in °C. |                                                                          |                                                                          |                                                                          |                                                                          |                                                                          |                                                                          |                                                                          |                                                                          |                                                                          |                                                                          |                                                                          |                                                                          |                                                                          |

| Temperatura minima e massima giornaliera (Elysium Planitia, missione InSight, 2020). | Temperatura minima e massima giornaliera (Elysium Planitia, missione InSight, 2020). | Temperatura minima e massima giornaliera (Elysium Planitia, missione InSight, 2020). | Temperatura minima e massima giornaliera (Elysium Planitia, missione InSight, 2020). |
| Giorno                                                                               | Sol                                                                                  | Minima                                                                               | Massima                                                                              |
| ------------------------------------------------------------------------------------ | ------------------------------------------------------------------------------------ | ------------------------------------------------------------------------------------ | ------------------------------------------------------------------------------------ |
| 25 ott                                                                               | 681                                                                                  | -95,4                                                                                | -4,4                                                                                 |
| 24 ott                                                                               | 680                                                                                  | -96,8                                                                                | -15,3                                                                                |
| 23 ott                                                                               | 679                                                                                  | -96,6                                                                                | -11,6                                                                                |
| 22 ott                                                                               | 678                                                                                  | -97,7                                                                                | -9,1                                                                                 |
| 21 ott                                                                               | 677                                                                                  | -97,2                                                                                | -16,9                                                                                |
| 20 ott                                                                               | 676                                                                                  | -96,9                                                                                | -16,5                                                                                |
| 19 ott                                                                               | 675                                                                                  | -96,9                                                                                | -15,9                                                                                |
| Fonte: Mars InSight Mission. Temperatura un °C.                                      |                                                                                      |                                                                                      |                                                                                      |

| Temperatura minima e massima giornaliera (Jezero crater, missione Mars2020, Perseverance, 2021). | Temperatura minima e massima giornaliera (Jezero crater, missione Mars2020, Perseverance, 2021). | Temperatura minima e massima giornaliera (Jezero crater, missione Mars2020, Perseverance, 2021). | Temperatura minima e massima giornaliera (Jezero crater, missione Mars2020, Perseverance, 2021). |
| Giorno                                                                                           | Sol                                                                                              | Minima                                                                                           | Massima                                                                                          |
| ------------------------------------------------------------------------------------------------ | ------------------------------------------------------------------------------------------------ | ------------------------------------------------------------------------------------------------ | ------------------------------------------------------------------------------------------------ |
| 4 nov                                                                                            | 252                                                                                              | -78,9                                                                                            | -20,6                                                                                            |
| 5 nov                                                                                            | 253                                                                                              | -77,8                                                                                            | -21,1                                                                                            |
| 8nov                                                                                             | 256                                                                                              | -77,2                                                                                            | -21,7                                                                                            |
| 9 nov                                                                                            | 257                                                                                              | -77,8                                                                                            | -21,1                                                                                            |
| 10 nov                                                                                           | 258                                                                                              | -78,3                                                                                            | -20,0                                                                                            |
| Fonte: JPL. Temperatura in °C.                                                                   |                                                                                                  |                                                                                                  |                                                                                                  |

Liu e Richardson (2003) in una loro pubblicazione riferiscono che, "Sulla base dei dati della temperatura dell'aria nelle ore notturne, ogni primavera e ogni inizio dell'estate nell'emisfero settentrionale osservate, sembrano essere identiche entro il livello di errore sperimentale (±1 °C)" ma anche che "[...] i dati diurni, tuttavia, suggeriscono una storia un po' diversa, con le temperature che variano di anno in anno fino a 6 °C in questa stagione. Questa discrepanza giorno-notte è inaspettata e non compresa". Nella primavera e nell'estate meridionale, la variazione è dominata dalle tempeste di polvere che innalzano il valore della temperatura minima notturna e abbassano la temperatura massima diurna. Ciò si traduce in una minima diminuzione della temperatura superficiale media (pari a 20 °C) e un altrettanto moderato aumento della temperatura nell'atmosfera superiore (circa 30 °C).
In maniera assoluta Kalita e Guha (2021) riportano che, durante la tempesta di polvere avvenuta nel 2021 ed osservata da Tianwen-1, la temperatura dell'aria è aumenta dalla media misurata nel periodo fino a 200 K (-73.15 °C). Tale valore è stato ottenuto dai profili di temperatura acquistati con il Mars Climate Sounder (MCS)

## Proprietà e processi atmosferici

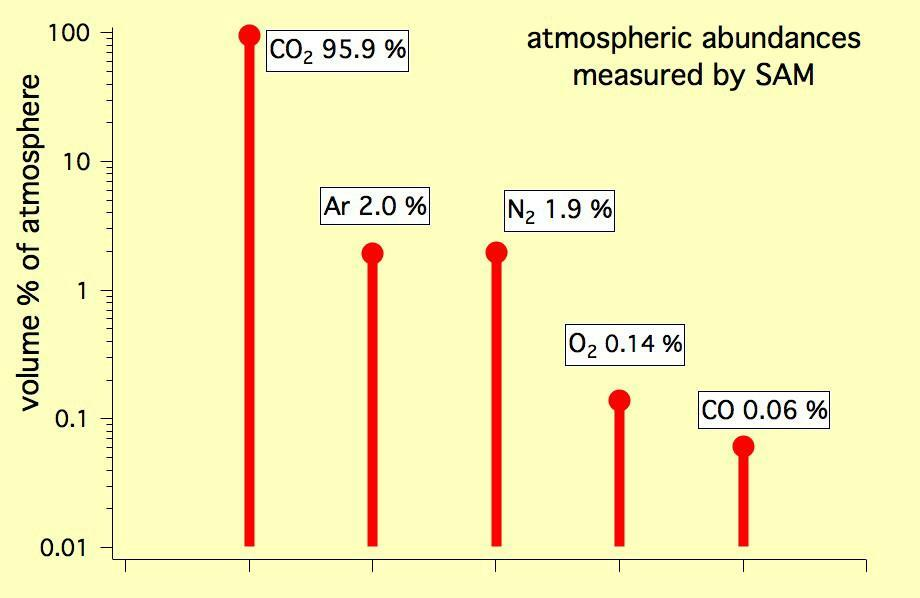
I i gas più abbondanti presenti oggi nell'atmosfera di Marte. (Dati ottenuti dal rover Curiosity, con analisi dei campioni effettuati dal dispositivo in situ, ottobre 2012).

### La composizione e la bassa pressione atmosferica
Marte ha un'atmosfera molto fina rispetto a quella terrestre. Lo strumento di Curiosity, Sample Analysis at Mars (SAM), fornisce per l'atmosfera di Marte una composizione al 95,9% di biossido di carbonio. Seguono argon (Ar, 2%), azoto molecolare (N2, 1,95%), ossigeno molecolare (02, 0,14%) e per finire monossido di carbonio (CO, 0,06%) più altri gas in quantità minore delle componenti ora elencate.
In conseguenza dello spessore atmosferico, Marte presenta una pressione superficiale media di circa 600 pascal (Pa), molto inferiori ai 101.325 Pa della Terra: a titolo di paragone è la pressione che si trova sulla Terra ad un'altitudine di circa 35.000 metri. Un effetto di ciò è che l'atmosfera di Marte reagisce molto più rapidamente e in maniera più efficace a un dato input di energia rispetto all'atmosfera terrestre. Ad esempio, a causa della bassa pressione superficiale (e della proprietà della superficie marziana), l'atmosfera vicino alla superficie subisce oscillazioni di temperatura notevoli ogni giorno (come osservato dallo strumento ASI/Met del Pathfinder). Di conseguenza, Marte è soggetto a forti maree termiche prodotte dal riscaldamento solare piuttosto che dall’influenza gravitazionale. Queste maree possono essere significative, arrivando fino al 10% della pressione atmosferica totale (pari a, tipicamente, circa 50 Pa). Anche l'atmosfera terrestre sperimenta maree diurne e semidiurne simili, ma il loro effetto è meno evidente a causa della massa molto maggiore della Terra e quindi dell'inerzia che possiede.
Negli ultimi anni il rover Perseverance ha permesso di caratterizzare le dinamiche di pressione atmosferica, con i suoi strumenti meteorologici, permettendoci di farci un'idea delle variazioni a cui ha assistito, tra il sol 5 e il sol 460 e per longitudini solari (Ls) tra ∼ 13° e circa 241°. Nello specifico Sánchez-Lavega e i suoi collaboratori (2022) riportano nel loro studio di analisi una certa dinamicità stagionale della pressione media giornaliera correlata al ciclo di condensazione ed evaporazione ai poli del biossido di carbonio (tanto da confrontarsi bene con le previsioni del modello inferito dal Mars Climate Database (o MCD) con deviazione massima di circa 10 Pa a Ls 145°. Riportano anche risultati riguardo alle oscillazioni giornaliere e stagionali e alle ampiezze delle maree e delle onde di modifica della pressione a breve e a lungo periodo, correlando le modifiche, in alcuni casi, al contenuto in polvere presente nell'atmosfera.
La seconda conseguenza di un pressione bassa è la modifica dello stato chimico dell'acqua. Sebbene la temperatura su Marte possa superare lo zero, l’acqua liquida è instabile su gran parte del pianeta proprio perché la pressione atmosferica è inferiore al punto triplo del composto. Questa condizione fa si che il ghiaccio d’acqua sublimi in vapore acqueo, ossia passi direttamente in fase vapore da quello solido. Fanno eccezione le aree depresse del pianeta, in particolare nel bacino d'impatto di Hellas Planitia, il più grande cratere di questo tipo su Marte. È così profondo che la pressione atmosferica su fondo raggiunge un valore di 1155 Pa, ben al di sopra del punto triplo necessario affinché l'acqua posso permanere allo stato liquido. Risulta quindi ovvio che se la temperatura supera il punto di congelamento, localmente, in alcune zone potrebbe esistere e permanere acqua allo stato liquido.

### Vento

Il paracadute del rover Curiosity sventola grazie al vento marziano (riprese di HiRISE/MRO effettuate dal 12 agosto 2012 al 13 gennaio 2013).

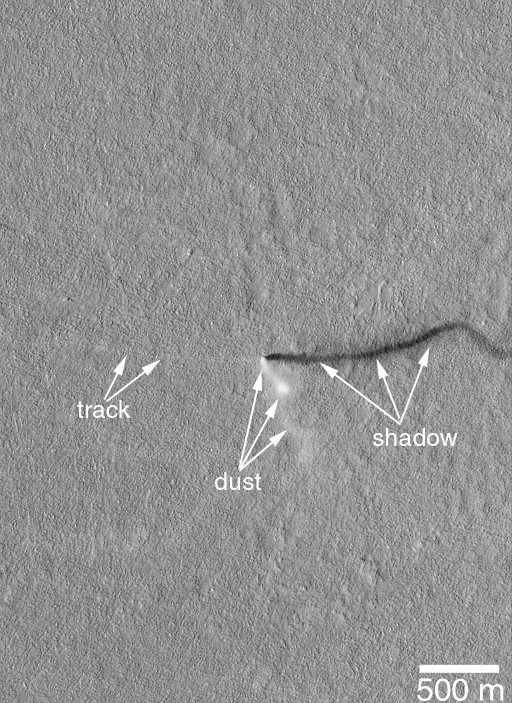
Tracce di diavoli della polvere in Amazonis Planitia (ripresa del 10 aprile 2001).

La superficie di Marte ha un'inerzia termica molto bassa, il che significa che si riscalda rapidamente quando viene irradiata dal sole. Gli sbalzi termici giornalieri tipici, lontano dalle regioni polari, sono intorno ai 100 K. Sulla Terra, i venti spesso si sviluppano in aree in cui l'inerzia termica cambia improvvisamente per composizione superficiale, come, ad esempio, dal mare alla terra. Non essendoci mari su Marte un effetto uguale non può avverarsi, ma ci sono aree in cui l’inerzia termica del suolo cambia in maniera significativa, portando alla generazione di venti mattutini e serali simili alle brezze marine terrestri.
Avendo un asse inclinato, Marte presenta differenze climatiche. Tali differenze si esplicano, similmente al nostro pianeta, alle differenti latitudini.
Alle basse latitudini domina la circolazione di Hadley, che è essenzialmente, ad esempio, la stessa che sulla Terra genera gli alisei. Per ciò che concerne tale circolazione una delle principali differenze tra quelle di Marte e quelle della Terra è la loro velocità misurata su una scala temporale definita di ribaltamento. Infatti tale tempo, di ribaltamento, risulta diverso: su Marte è di circa 100 giorni marziani mentre sulla Terra risulta maggiore di un anno.
A latitudini più elevate una serie di aree di alta e bassa pressione, chiamate onde di pressione baroclina, dominano il tempo atmosferico (si legga ad esempio Mintz, 1969; Pollack et al., 1981; Pollack et al., 1990; Haberle et al., 1993; Haberle et al., 2003).
I venti a latitudini intermedie giocano un ruolo importante nel modellare la conformazione della calotta polare meridionale, di cui si è già accennato alla sua eccentricità nella introduzione storica. Questo disposizione ha sempre perplesso i ricercatori che studiano i corpi planetari da anni e solo nel 2005 si è arrivata alla conclusione di come si possa arrivare alla conformazione asimmetrica della calotta glaciale sud. La base del mancato accentramento sembrano essere due sistemi meteorologici regionali che vengono a formarsi a metà autunno sino all'inverno. Tali sistemo derivano da forti venti verso est che caratterizzano proprio la circolazione atmosferica marziana a medie latitudini. Questi venti soffiano direttamente nel bacino di Hellas (che, con la sua dimensione di 2300 km di larghezza e i suoi 7 km di profondità, è la più grande struttura ad impatto su Marte). La profondità del cratere e il ripido rialzo delle pareti deviano i venti e creano quelle che vengono chiamate onde di Rossby qui sulla Terra. Queste onde reindirizzano i venti d'alta quota su Marte e costringono il sistema meteorologico a volgere verso il polo sud. Questo meccanismo provoca nell'emisfero occidentale di Marte, un forte sistema a bassa pressione in prossimità del polo sud e un sistema ad alta pressione nell'emisfero orientale, sempre vicino al polo. La temperatura del sistema a bassa pressione è spesso al di sotto del punto di condensazione per l'anidride carbonica, così il gas si condensa e cade dal cielo come neve e si accumula sul terreno come gelo. Nel sistema ad alta pressione, le condizioni non sono mai appropriate per la neve, quindi si verifica solo il gelo superficiale. Pertanto la copertura polare meridionale viene a comporsi da due diversi meccanismi. Le aree che hanno un'ampia copertura nevosa non sublimano in estate perché riflettono più luce solare nello spazio rispetto al gelo superficiale. I grani di gelo tendono ad essere più grandi dei grani di neve e hanno superfici più ruvide. La trama irregolare intrappola più luce solare, favorendo la sublimazione. Quindi l'area occidentale della calotta polare meridionale, costruita con neve e gelo, non solo ha una maggiore quantità di ghiaccio di anidride carbonica depositata, ma sublima anche più lentamente durante l'estate, mentre l'area orientale costruita con il gelo scompare completamente.
Marte è più secco e freddo della Terra e di conseguenza la polvere sollevata da questi venti tende a rimanere nell'atmosfera più a lungo che sulla Terra poiché non vi sono precipitazioni che la dilavano (ad eccezione delle nevicate di CO2). Alcune di queste tempeste cicloniche sono state catturate dal telescopio spaziale Hubble come ad esempio quella del 27 aprile 1999 centrata sul polo nord.

#### Venti e salti catabatici
I venti catabatici (o flussi atmosferici di drenaggio) sono venti creati dall'aria densa raffreddata che affonda e accelera lungo terreni in pendenza grazie alla forza gravitazionale. Vengono osservati molto comunemente sulla Terra in luoghi freddi come le calotte glaciali elevate della Groenlandia e dell'Antartide. I venti catabatici possono anche interessare zone di Marte in cui si possono avere intense circolazioni discendenti, tipo nella Valles Marineris, sull'Olympus Mons e, ovviamente, in entrambe le calotte polari. I venti catabatici possono essere identificati dalle molteplici caratteristiche geomorfologiche superficiali osservabili nelle regioni polari marziane, come i campi di dune e le strisce di gelo.
A causa della bassa inerzia termica della sottile atmosfera di CO2 e dei brevi tempi radiativi, i venti catabatici su Marte sono due o tre volte più forti di quelli sulla Terra e hanno luogo in ampie zone con venti ambientali deboli, terreno in pendenza e inversioni della temperatura in prossimità della superficie o anche con raffreddamento radiativo della superficie e dell'atmosfera. in entrambe le calotte polari.
I venti catabatici rientrano a pieno titolo nella dinamica climatica di Marte: sono stati determinanti nel modellare la calotta polare settentrionale e i depositi stratificati polari, sia nella metodologia eolica che nella metodologia termica; è stato dimostrato con le misure che l'accelerazione dei venti catabatici aumenta con la pendenza del pendio provocando il riscaldamento atmosferico quanto più questa sia maggiore. È stato inoltre anche dimostrato che limitano il tasso di condensazione della CO2 sulle calotte polari in inverno e aumentano la sublimazione della stessa in estate. Sebbene le misurazioni quantitative dei venti catabatici siano raramente disponibili, queste rimangono un elemento molto ricercato per tutte le missioni progettate verso Marte.
Su Marte sono comuni anche i salti catabatici soprattutto nelle aree depresse del pianeta. Queste zone possono essere morfologicamente strette, con importanti cambiamenti orizzontali di pressione, temperatura e velocità del vento e che richiedono del vapore acqueo super-saturo per formare nuvole e consentire la migrazione del ghiaccio dalla parte a monte della depressione verso le quote più depresse, a valle. L'ultima condizione, necessaria, gioca un ruolo importante nelle calotte polari stagionali. In inverno la calotta glaciale (e quindi a composizione di acqua) che copre le regioni polari mostrano un numero minore di salti catabatici, indicando una minore presenza di ghiaccio d’acqua affinché possa venirsi a creare tale vapore super saturo. Tuttavia, anche quando la copertura stagionale è sublimata, nel corso dell’estate marziana, i venti veloci, necessari per attivare i salti catabatici, non sono più presenti, il che significa che la copertura nuvolosa è divenuta nuovamente trascurabile. Il risultato di ciò è che i salti catabatici possono essere più comunemente osservati negli avvallamenti durante la stagione primaverile e autunnale marziana.

### Tempeste di polvere
Quando la sonda Mariner 9 arrivò su Marte nel 1971, gli scienziati si aspettavano di ottenere nuove immagini nitide dei dettagli della superficie. Invece ricevettero una rappresentazione di una tempesta di polvere quasi planetaria con il solo gigantesco vulcano Olympus Mons visibile, emergere dalla foschia. La tempesta durò un mese, un evento che, gli scienziati appresero da allora, essere abbastanza comune su Marte. Utilizzando i dati del Mariner 9, James B. Pollack et al., proposero un meccanismo per le tempeste di polvere su Marte sin dal 1973.

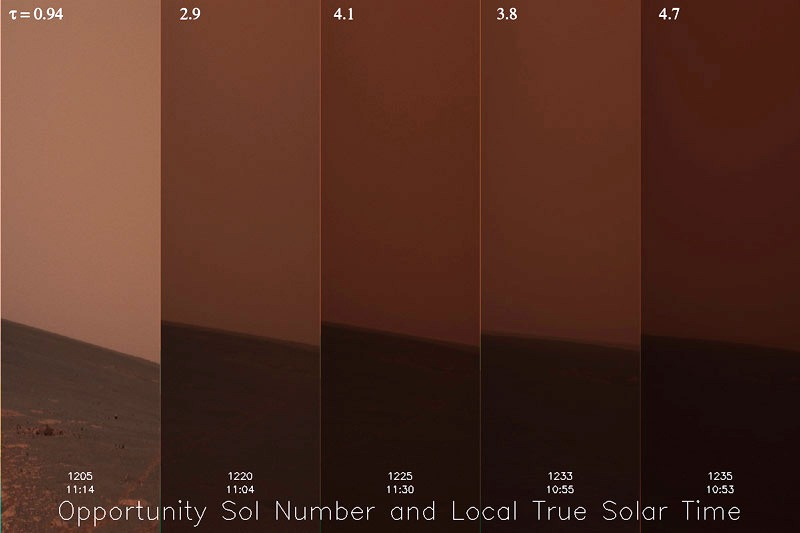
Time-lapse composito dell'orizzonte marziano visto dal rover Opportunity nell'arco di 30 giorni marziani; mostra quanta luce solare è stata bloccata dalle tempeste di sabbia del luglio 2007; il valore τ di 4,7 indica che il 99% della luce solare è stata bloccata.

Come osservato dalle sonde Viking sulla superficie, "[...] durante una tempesta di polvere globale, l'intervallo di temperatura diurna si è ridotta drasticamente, da 50 °C a circa 10 °C e la velocità del vento è aumentata considerevolmente; in effetti, nel giro di solo un'ora dall'arrivo della tempesta, il vento era salito a 17 m/s (61 km/h), con raffiche fino a 26 m/s (94 km/h). Tuttavia, non è stato osservato alcun effettivo trasporto di materiale in nessuno dei due siti dei lander, solo un graduale schiarimento e perdita di contrasto del materiale superficiale mentre la polvere si depositava su di esso."
Nel giugno 2001, il giorno 26, l'Hubble Space Telescope avvistò una tempesta di polvere in procinto di formarsi nel bacino di Hellas su Marte. Il giorno dopo la tempesta si allargò divenendo un evento planetario. Le misurazioni orbitali hanno mostrato che la tempesta di polvere ha ridotto la temperatura media della superficie e aumentato la temperatura dell'atmosfera di Marte di 30 K. La bassa densità dell'atmosfera marziana fa sì quindi che venti compresi tra 18 m/s e sino a 22 m/s (da 65 sino a 79 km/h) siano necessari per sollevare la polvere dalla superficie. Poiché Marte è secco, la polvere può rimanere nell'atmosfera molto più a lungo che sulla Terra, dove viene presto spazzata via dalla pioggia. Come riportato in Fenton et al. (2007), la stagione successiva alla tempesta di polvere aveva temperature diurne di 4 K sotto la media. Ciò è stato attribuito alla copertura globale di regolite marziana, di colore chiaro, che si è depositata dalla tempesta di polvere, aumentando temporaneamente l'albedo del pianeta stesso.
Tianwen-1 nel corso della sua operatività ha segnalato sei tempeste di polvere locali vicino alla media latitudine (Qu et al., 2021). In base al profilo della temperatura acquisito dal Mars Climate Sounder (MCS) per la tempesta di polvere avvenuta nel 2021 e ripresa a terra dal rover nello stesso momento, Kalita e Guha (2021) hanno calcolato alcuni parametri che potevano influenzare la struttura atmosferica e quindi anche il clima. Così hanno stimato l'altezza dello strato limite planetario convettivo (Convective Boundary Layer o CBL) variabile da 7 a 9 km durante le tempeste di polvere. Sotto tale limite infatti la forte miscelazione produce un'alta concentrazione di polveri presso l'area osservata; hanno calcolato che la tempesta di polvere osservata è durata significativamente più di un sol, influenzando la struttura atmosferica localmente e la circolazione planetaria, suggerendo che la polvere si dirige verso l'equatore iniettando polvere nel ramo ascendente della circolazione di Hadley indicando che, forse, l'aumento della miscelazione della polvere si verifica nella media atmosfera e che la temperatura dell'aria aumenta a livello medio. Inoltre gli autori dello studio hanno stimato le proprietà della particelle di polvere che componevano la tempesta. Queste sembravano avere un raggio effettivo variabile da 300 nm a 3000 nm. Attraverso i dati sulla temperatura e sull'opacità del ghiaccio d'acqua hanno mostrato la possibilità della formazione di nuvole di ghiaccio d'acqua alla media latitudine di Marte.
Poiché il Mars Global Surveyor è stato in grado di osservare Marte per 4 anni marziani, dai dati si è scoperto che il clima marziano era molto simile di anno in anno. Eventuali differenze erano direttamente correlate ai cambiamenti nell'energia solare che aveva raggiunto Marte. Gli scienziati sono stati anche in grado di prevedere con precisione le tempeste di sabbia che si sarebbero verificate durante l'atterraggio del Beagle 2. Comunque si è scoperto che le tempeste di polvere regionali sono strettamente correlate ai luoghi in cui la polvere era disponibile.
Le tempeste di polvere producono anche effetti negativi sulle piattaforme presenti sulla superficie di Marte. A metà del 2007 una tempesta di polvere su scala planetaria ha rappresentato di fatto una seria minaccia per i rover esplorativi Spirit e Opportunity. Questi erano alimentati ad energia solare. Una riduzione del quantitativo di energia fornita ai pannelli solari dall'irradiazione solare rendono necessaria la chiusura della maggior parte degli esperimenti scientifici in attesa che le tempeste cessino. In seguito alla tempesta di polvere del 2007, ma anche di altre, i rover avevano una potenza notevolmente ridotta soprattutto a causa della deposizione della polvere sugli array dei moduli fotovoltaici. Inoltre questa deposizione, oltre che portare ad un abbassamento di produzione energetica e quindi ad una mancata alimentazione dei rover, ha anche il problema di impedire la corretta ricarica delle batterie utili nei periodi di buio e per alimentare i generatori atti a riscaldare le componenti elettroniche, onde evitare che vengano danneggiate dall'eccessivo freddo. I lunghi tempi di esposizione agli effetti delle tempeste porta di fatto ad un abbattimento dell'efficienza delle batterie stesse che, se non alimentate per tempi sufficientemente lunghi, ne fanno decadere le prestazioni sino all'impossibilità di un corretto funzionamento. Questa dinamica è avvenuta per il rover Opportunity. Nel mese di giugno 2018 è stata notata una grossa tempesta di sabbia in via espansione dallo strumento Mars Color Imager del Mars Reconnaissance Orbiter, proprio nella zona di Opportunity iniziata alla fine di maggio 2018 (e continuata fino a metà giugno). Il 10 giugno il rover aveva effettivamente inviato una misurazione adeguata al suo funzionamento. Dopo tale comunicazione però Opportunity ha smesso di inviare dati, segno che l'alimentazione necessaria non era più disponibile, rendendolo definitivamente non operante. Il 20 giugno 2018, la NASA ha riferito che la tempesta di polvere era cresciuta fino a coprire completamente l’intero pianeta.

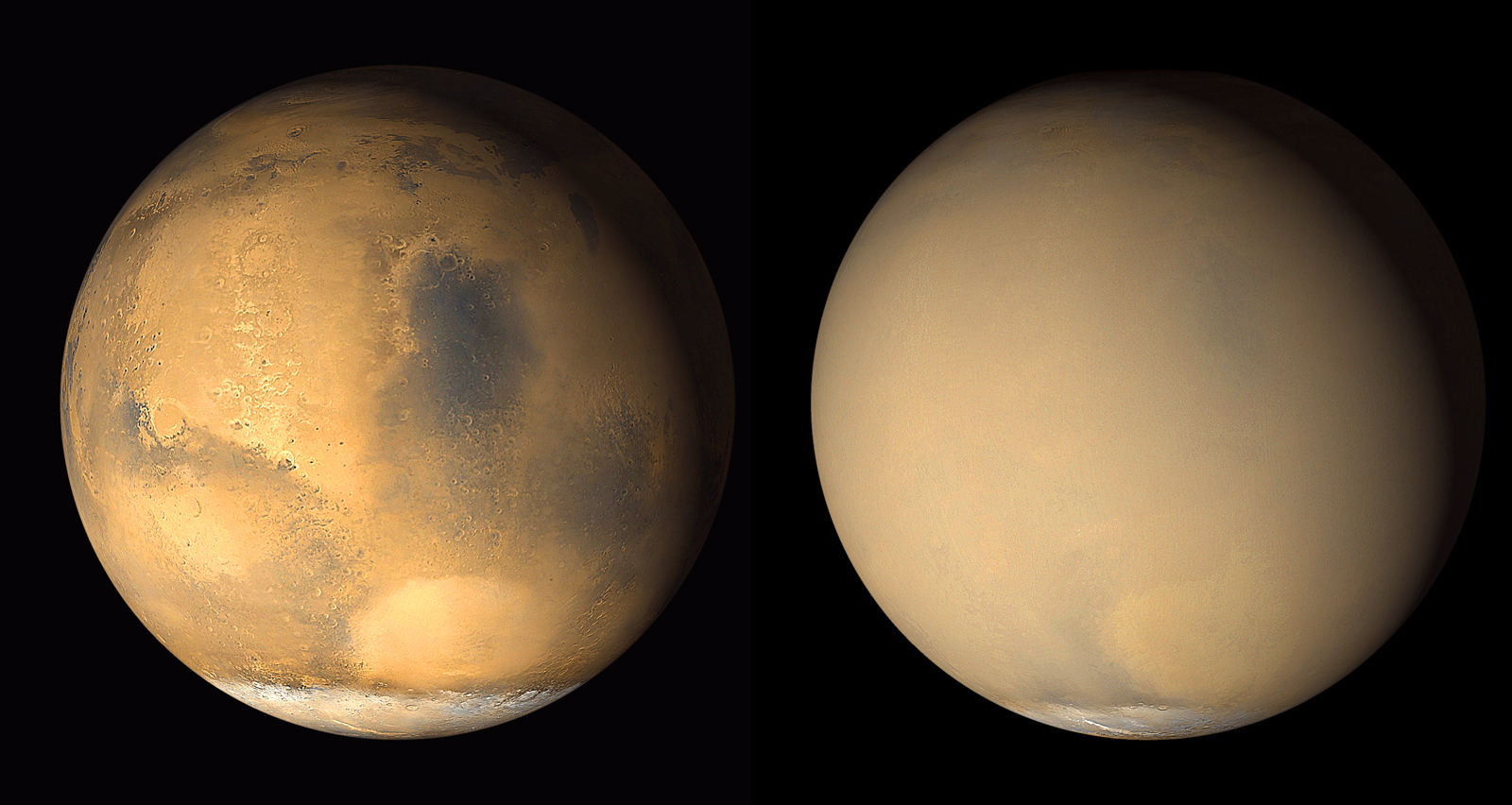
Marte senza tempesta di polvere nel giugno 2001 (a sinistra) e con una tempesta di polvere globale nel luglio 2001 (a destra), come osservato dal Mars Global Surveyor.

Nella totalità degli eventi le tempeste di polvere sono più comuni durante il perielio, quando il pianeta riceve il 40% in più di luce solare rispetto all'afelio. Nel punto più vicino al Sole è più facile che si formino nell'atmosfera nubi di ghiaccio d'acqua, che interagiscono con le particelle di polvere, influenzando la temperatura del pianeta. L'osservazione a partire dagli anni '50 del XX secolo ha dimostrato anche che le probabilità che si verifichi una tempesta di polvere su tutto il pianeta in un particolare anno marziano sono circa di una su tre.
Tra gli effetti delle tempeste di polvere c'è da annoverare quelli della perdita di acqua da Marte. Uno studio sulle tempeste di polvere effettuato tramite il Mars Reconnaissance Orbiter ha suggerito che il 10% della fuga di acqua dal pianeta potrebbe essere stata causata dalle tempeste di polvere. Gli strumenti a bordo dell'orbiter hanno rilevato infatti la presenza di vapore acqueo, osservato ad altitudini molto elevate durante tempeste di polvere globali. A quelle altitudini la luce ultravioletta del Sole può scomporre l’acqua in idrogeno e ossigeno permettendo all'idrogeno di fuggire nello spazio. A riprova di ciò si può indicare che la scoperta della perdita, più recente, di idrogeno atomico dall’acqua avviene in concomitanza con le diverse stagioni e che i processi ne determinano in gran parte l'attività, in coincidenza con le tempeste di polvere quando queste trasportano l’acqua direttamente nell’atmosfera superiore.
Anche l'ExoMars sta eseguendo analisi sull'atmosfera in caso di presenza di polveri in sospensione. Al 2019 i due spettrometri a bordo della sonda, NOMAD e ACS, hanno effettuato le prime misurazioni, ad alta risoluzione e con il metodo dell’occultazione solare dell’atmosfera, osservando il modo in cui la luce solare viene assorbita nell’atmosfera per rivelare le impronte chimiche delle sue componenti. Tale metodo ha consentito di tracciare la distribuzione verticale del vapore acqueo e dell’acqua "semi-pesante” (con un atomo di idrogeno sostituito da un atomo di deuterio), da vicino alla superficie marziana fino a oltre 80 km di altitudine. I nuovi risultati tracciano l’influenza della polvere nell’atmosfera sull’acqua, insieme alla fuga di atomi di idrogeno nello spazio. I ricercatori (Ann Carine Vandaele e colleghi) che utilizzano la strumentazione hanno indicato che "Alle latitudini settentrionali abbiamo visto caratteristiche come nuvole di polvere ad altitudini di circa 25-40 km che prima non c'erano, e alle latitudini meridionali abbiamo visto strati di polvere spostarsi ad altitudini più elevate [...] L’aumento del vapore acqueo nell’atmosfera è avvenuto in modo straordinariamente rapido, nel giro di pochi giorni durante l’inizio della tempesta, indicando una rapida reazione dell’atmosfera alla tempesta di polvere”.

#### Elettricità atmosferica
Si ritiene che le tempeste di polvere su Marte possano portare a fenomeni elettrici atmosferici. È noto che i granelli di polvere si caricano elettricamente quando entrano in collisione con il terreno o con altri grani in sospensione. Analisi teoriche, computazionali e sperimentali di flussi polverosi su scala di laboratorio e sui diavoli di polvere che vengono a formasi a scala maggiore sulla Terra, indicano che l’elettricità autoindotta (vengono ricompresi anche i fulmini), è un fenomeno comune nei flussi turbolenti carichi di polvere. Su Marte questa tendenza sarebbe rafforzata dalla bassa pressione dell’atmosfera, che si tradurrebbe in campi elettrici molto più bassi, necessari per la rottura. Di conseguenza, la segregazione aerodinamica della polvere sia sulla mesoscala che sulla macroscala potrebbe facilmente portare a una separazione delle cariche sufficientemente ampia da produrre una rottura elettrica locale nelle nubi di polvere al di sopra del suolo.

Simulazione numerica diretta di turbolenze cariche, di 168 milioni di particelle di polvere inerziale, caricate elettricamente (Center for Turbulence Research, Stanford University).

Tuttavia, a differenza di altri pianeti del Sistema Solare non esistono misurazioni in situ sulla superficie di Marte che possano dimostrare queste ipotesi. Il primo tentativo di chiarire queste incognite doveva essere effettuata dal lander Schiaparelli EDM della missione ExoMars nel 2016, che includeva hardware di bordo specificatamente progettato e quindi rilevante per misurare le cariche elettriche della polvere e i campi elettrici atmosferici su Marte. Purtroppo, il lander ha fallito l'atterraggio automatizzato il 19 ottobre 2016 schiantandosi sulla superficie e non permettendo nessuna analisi in tal senso.

#### Saltazione
Il processo di saltazione geologica, meccanismo per cui i grani di sabbia si mettono a saltare su di una superficie, è piuttosto importante come agente per l'aggiunta di particolato nell'atmosfera su Marte. Particelle di sabbia saltanti sono state osservate dal rover MER Spirit. Tali osservazioni effettuate dalla superficie (anche quella terrestre) con le ipotesi teoriche, comunque non concordano tra loro; nel mondo reale si vengono a perdere fino alla metà delle particelle saltanti rispetto a quelle previste dalla teoria classica. Un modello maggiormente in accordo con le osservazioni del mondo reale suggerisce che le particelle saltanti creano un campo elettrico che aumenta l’effetto della saltazione. I grani delle polveri suMarte saltano in traiettorie 100 volte più alte e più lunghe raggiungendo velocità 5-10 volte più elevate rispetto ai grani sulla Terra.

### Nube anulare settentrionale annuale

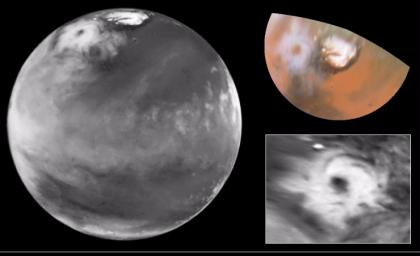
Immagine di Hubble della colossale nube polare su Marte.

Una grande nube a forma di ciambella appare nella regione polare nord di Marte più o meno nello stesso periodo, ogni anno marziano con all'incirca la stessa dimensione, formandosi al mattino e dissipandosi nel pomeriggio. Il diametro esterno della nuvola è di circa 1600 km e il foro interno (o occhio) che ha una estensione di 320 km. Si pensa che la nuvola sia composta da ghiaccio d'acqua, dandogli il caratteristico colore bianco, a differenza delle più comuni tempeste di polvere che assumono il colore giallo-arancio.
Morfologicamente la nube sembra rimandare ad una tempesta ciclonica, più simile a un uragano, ma a differenza di questo non ruota. La nuvola appare durante l'estate settentrionale e ad alta latitudine. Si ipotizza che tale formazione sia dovuta alle condizioni climatiche, uniche, vicino al polo settentrionale. Infatti già ai tempi delle sonde orbitanti Viking furono rilevate tempeste simili a cicloni per la prima volta, proprio durante i programmi di mappatura delle missioni, ma la nube anulare settentrionale risulta essere quasi tre volte più grande tanto da essere stata osservata anche dall'Hubble Space Telescope e da varie sonde tra cui il Mars Global Surveyor. Risulta utile sottolineare che, oltre alla nube anulare, altri eventi possono risultare ricorrenti come le tempeste e i diavoli di polvere.

### Presenza di metano

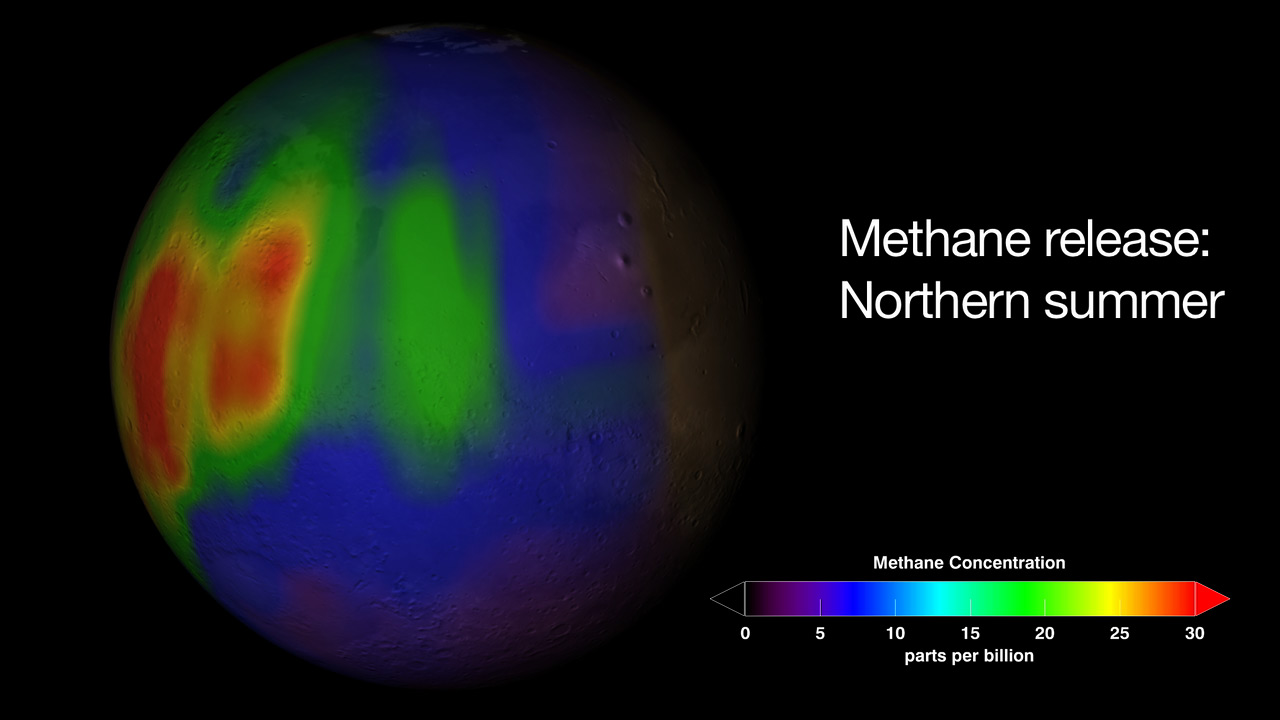
La fonte del metano di Marte è sconosciuta. Viene mostrata nell'immagine il rilevamento del plume in atmosfera, durante la stagione estiva settentrionale.

Su Marte è stato osservato metano (CH4). Questo, con l'attuale atmosfera ossidante presente, risulta essere chimicamente instabile. Infatti il metano si decompone rapidamente per ossidazione, anche a causa delle radiazioni ultraviolette del Sole e delle reazioni con altri gas. Quindi, una presenza persistente di metano nell'atmosfera può implicare l'esistenza di una fonte per ricostituire continuamente il gas perso.
Tracce di metano, a livello di diverse parti per miliardo (ppb), sono state segnalate per la prima volta nell'atmosfera di Marte da un team del Goddard Space Flight Center della NASA nel 2003. Però misurazioni effettuate in tempi diversi hanno fornito differenti valori. Utilizzando spettrometri a infrarossi ad alta dispersione su tre telescopi terrestri, è stata misurata la concentrazione di metano e di vapore acqueo simultaneamente su Marte, per diversi intervalli di longitudine (nord) all'inizio e alla fine dell'estate 2003 e vicino all'equinozio di primavera del 2006. Il risultato è che sono state osservate grandi differenze nelle abbondanze tra i due anni. Ciò suggerisce che il metano fosse concentrato localmente e probabilmente stagionale. Nel 2014, la NASA ha riferito che il rover Curiosity ha rilevato un aumento di dieci volte, come picco, del metano nell’atmosfera circostante, tra la fine del 2013 e l’inizio del 2014. Quattro misurazioni effettuate nell'arco di due mesi in questo periodo hanno registrato una media di 7,2 ppb, il che implica che Marte produce o rilascia episodicamente metano da una fonte sconosciuta. Prima e dopo, le letture erano in media di circa un decimo di quel livello. Il 7 giugno 2018, la NASA ha annunciato una variazione stagionale ciclica nel livello di fondo del metano atmosferico.
Differentemente sembra che il metano non sia stato osservato dal Mars Trace Gas Orbiter dell'ExoMars, almeno al 2021. Tale mancanza potrebbe essere ricondotta a qualche meccanismo che tende ad eliminarlo velocemente una volta entrato in atmosfera. Alcuni autori propongo tale agente essere la superficie fortemente ossidante di Marte derivabile, ad esempio, dall'azione dei perclorati presenti a terra. Nel frattempo ExoMars avrebbe riconosciuto (al 2020) firme di altri gas, mai osservati prima, quali l'ozono (O3) e l'anidride carbonica (CO2), basato su un intero anno marziano di osservazioni, da parte dei suoi sensibili sensori della suite di analisi chimica atmosferica (ACS).

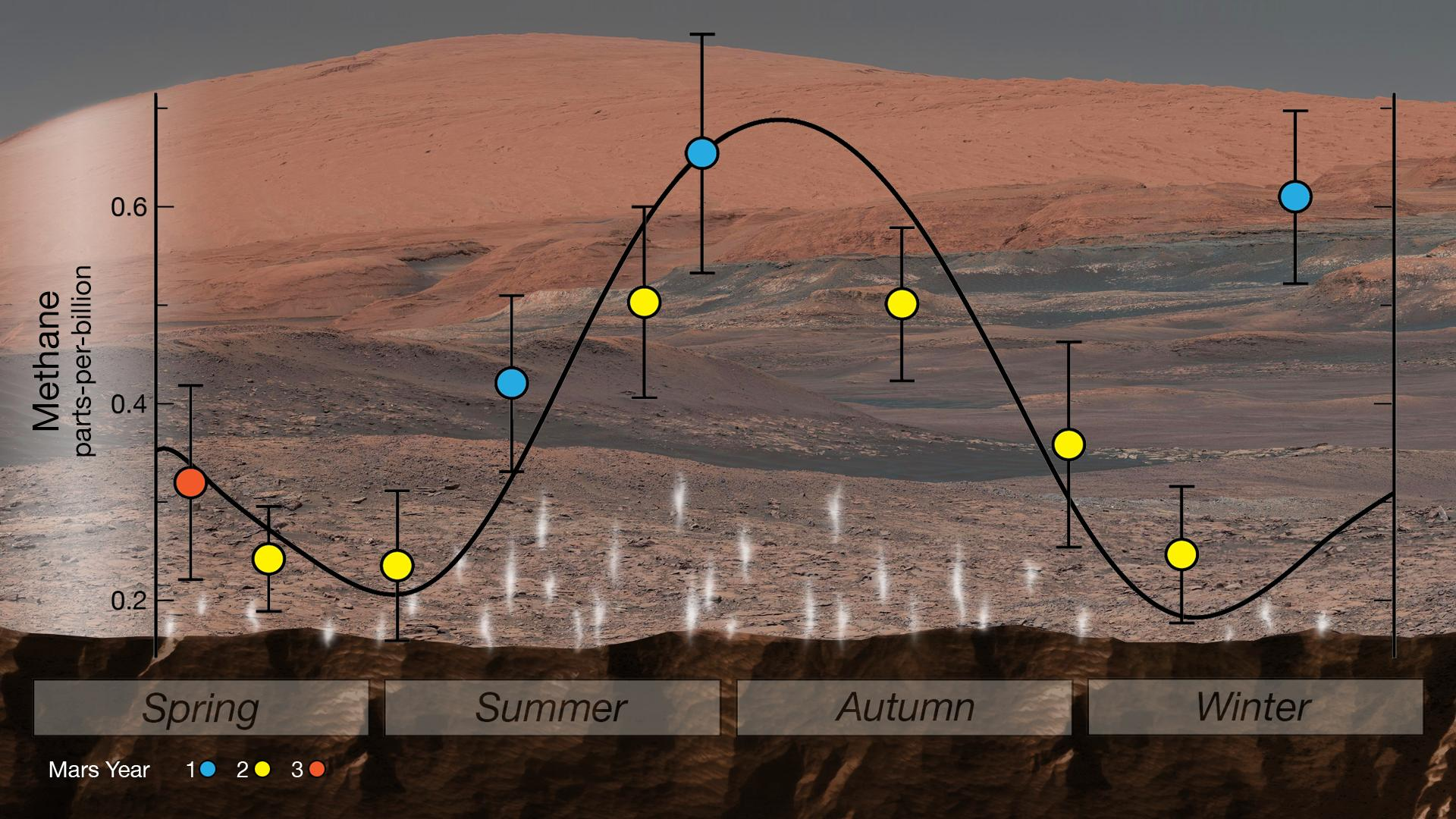
Il rover Curiosity ha rilevato una variazione stagionale ciclica del metano atmosferico.

I principali candidati per l'origine del metano di Marte includono processi non biologici come reazioni acqua-roccia, radiolisi dell'acqua con formazione di pirite, i quali producono H2 che potrebbe quindi generare metano e altri idrocarburi tramite sintesi Fischer-Tropsch con CO e CO2. È stato anche dimostrato che il metano potrebbe essere prodotto mediante un processo che coinvolge acqua, anidride carbonica e l'olivina, minerale noto per essere comune su Marte. I microrganismi viventi, come i metanogeni, sono un'altra possibile fonte, ma su Marte non è stata trovata alcuna prova della presenza di tali organismi (si legga a tal proposito vita su Marte#Metano).

### Morfologie da anidride carbonica

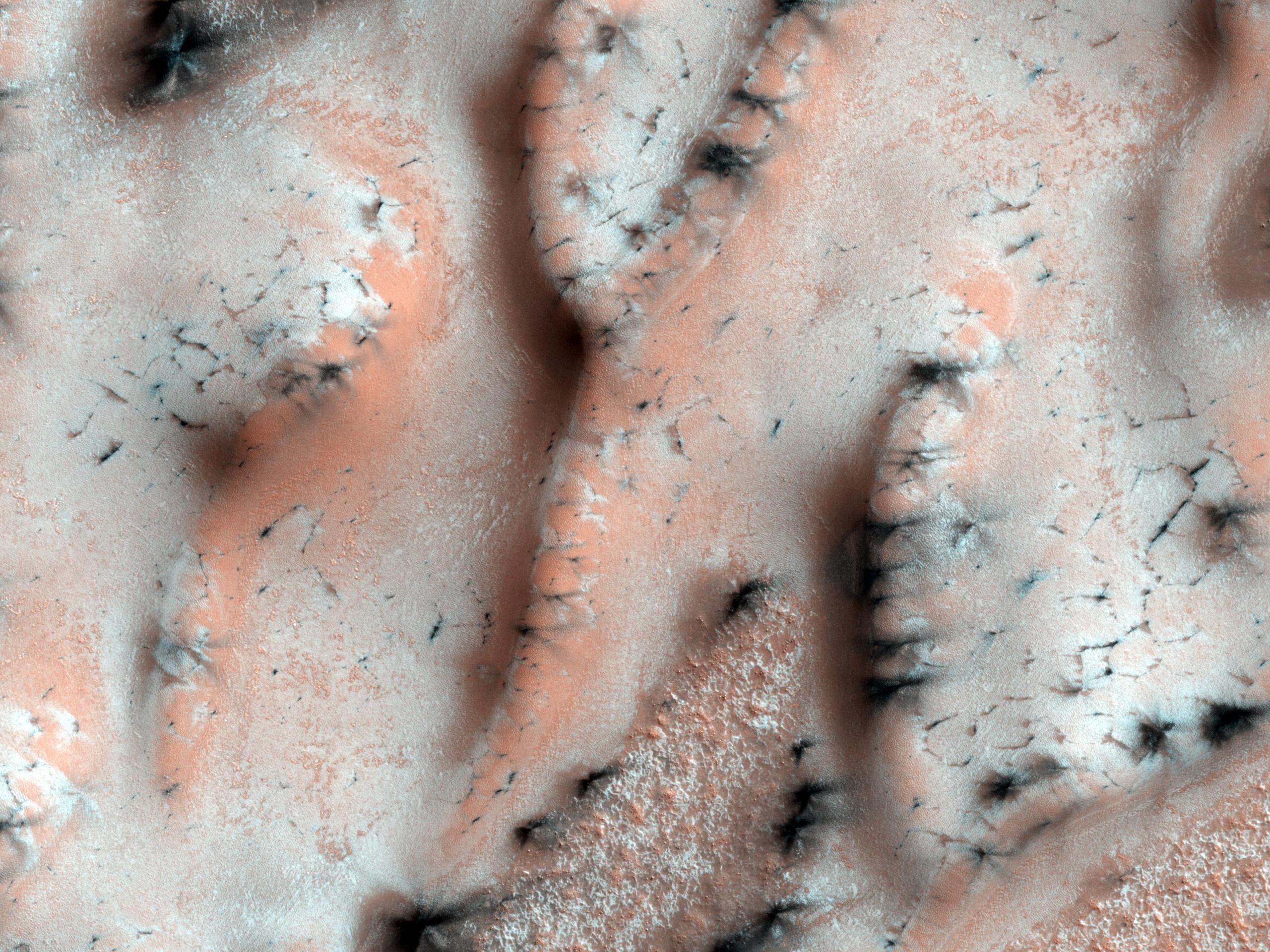
In primavera, la sublimazione della CO_{2}, ghiacciata, fa sì che la sabbia, sotto lo strato di ghiaccio, venga estratta e produca depositi a forma di ventaglio. Sono i cosiddetti getti o geyser di biossido di carbonio, caratteristici delle zone polari.

Le immagini del Mars Reconnaissance Orbiter in alta risoluzione suggeriscono che su Marte e soprattutto verso i poli, si verifica un insolito effetto di erosione basato sul clima, caratteristico del pianeta rosso. Il riscaldamento primaverile in alcune aree porta a far sublimare il ghiaccio secco e a fluire verso l'alto, creando modelli di erosione molto insoliti chiamati spider gullies sino a dare forme caratteristiche definite spider terrain Il meccanismo è semplice e agisce in virtù delle condizioni fisiche e chimiche di Marte: il ghiaccio traslucido (e quindi semitrasparente) di biossido di carbonio si deposita durante l'inverno ai poli e nelle sue vicinanze; quando la luce solare primaverile riscalda la superficie ghiacciata, sottostante al contatto con il materiale roccioso e per un effetto simile all'effetto serra si viene a concentrare calore che fa vaporizzare la CO2 (all'interfaccia ghiaccio secco-roccia) e facendola sublimare direttamente in gas. Il gas di diossido di carbonio scorre sotto la coltre 

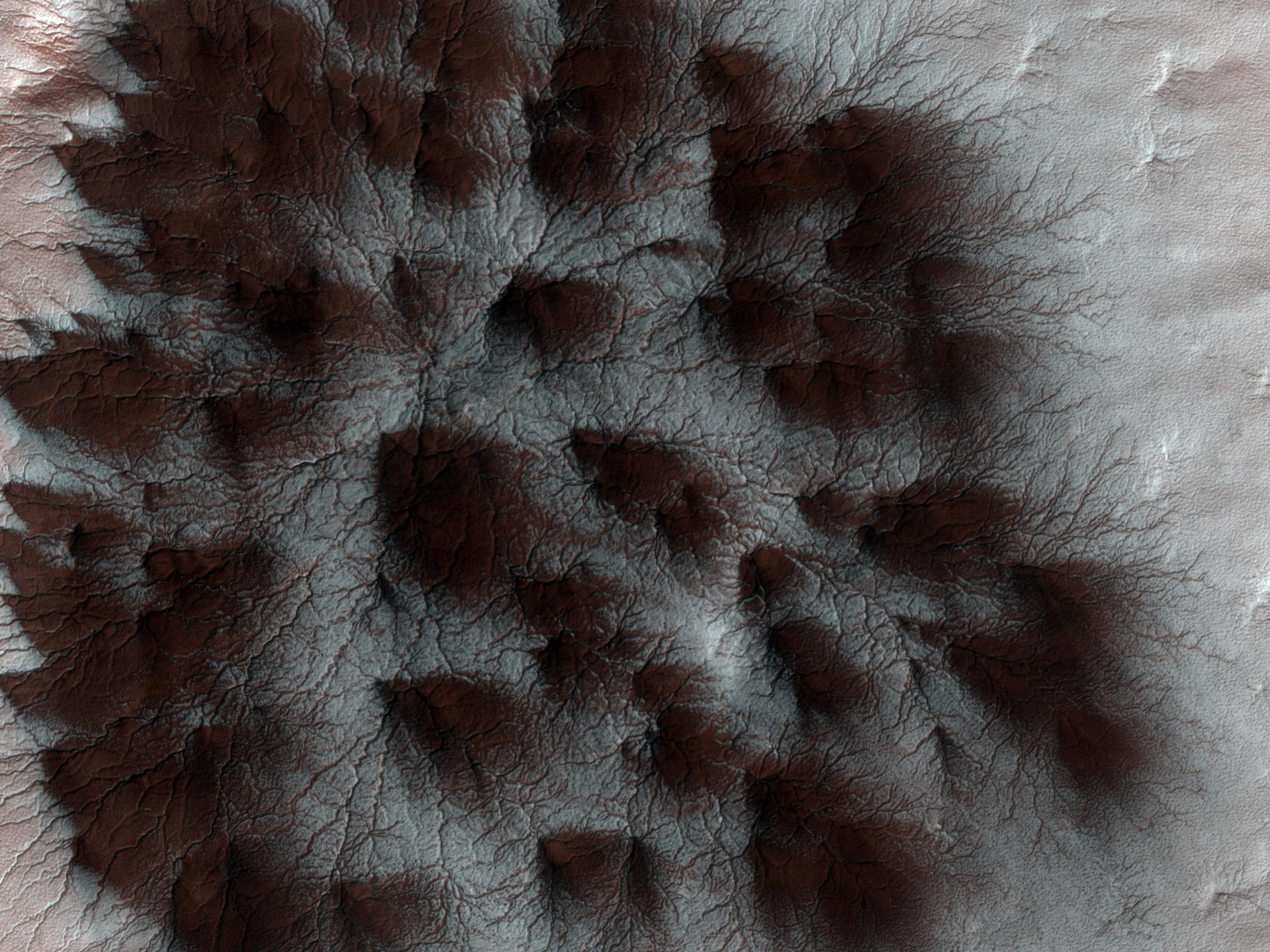
Immagine ripresa da HiRISE di macchie scure di dune e ventagli formati da eruzioni di geyser di gas CO_{2} sulla calotta glaciale meridionale di Marte.

ghiacciata creando dei tubi per lo spostamento e trascinando le polveri provenienti dalla roccia. In punti deboli dello strato congelato la compagine ghiacciata può essere portata a rottura (per pressione del gas sottostante facendo risalire il gas di CO2 e formando geyser con eruzione del gas verso l'atmosfera con l'espulsione verso l'alto anche del materiale roccioso tipicamente di colore marrone scuro. Sebbene le eruzioni non siano state osservate direttamente, sono proprio le macchie scure di dune e i ventagli più chiari sul ghiaccio chiaro le prove di questa dinamica. Le macchie e i ventagli sono quindi composti dalla sabbia e dalla polvere trasportata in alto dalle eruzioni. Forma caratteristica che in generale accompagna questi depositi sono l'insieme di solchi e tubi che intagliano la superficie ghiacciata (i spider terrain) scavati sotto il ghiaccio proprio dal gas in uscita (vedi Geyser su Marte). Si ritiene che le eruzioni di gas di azoto osservate dalla Voyager 2 su Tritone avvengano con un meccanismo molto simile.

## Effetti orografici

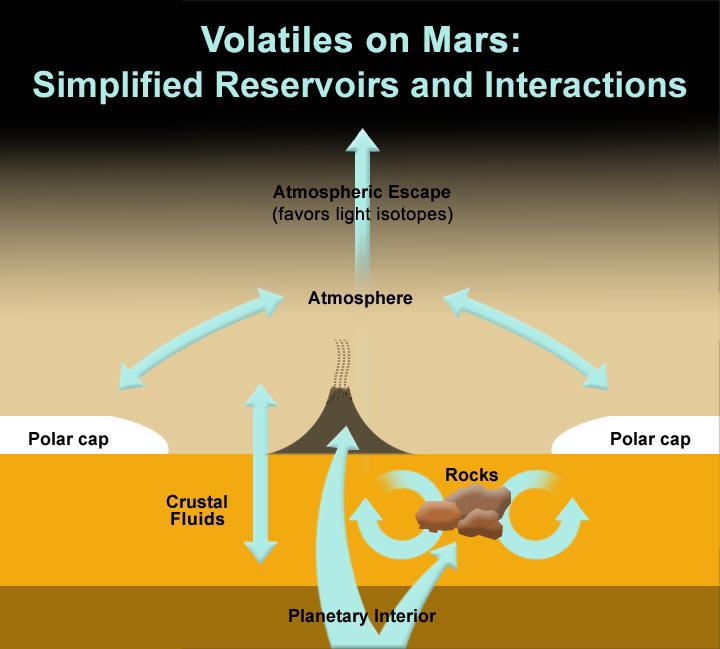
Gas volatili del pianeta Marte (da misure effettuate con il rover Curiosity nell'ottobre del 2012).

Le tempeste marziane sono influenzate in modo significativo dalle grandi catene montuose di Marte. Montagne individuali, come l'Olympus Mons (che detiene il record di vulcano del Sistema Solare più alto, pari a 26 km circa) possono influenzare localmente il clima, anche se gli effetti meteorologici maggiori sono dovuti al più ampio insieme di vulcani nella regione di Tharsis.
Un fenomeno meteorologico ripetuto che coinvolge le montagne è una nuvola di polvere a spirale che si forma sopra Arsia Mons. Questa può raggiungere altezze da 15 km fino a 30 km sopra l'omonimo vulcano (posto a 9° di latitudine sud, 121° di longitudine ovest). Questo fenomeno si attiva ogni anno avvicinandosi all'inizio dell'inverno meridionale. Poco prima dell'inizio infatti la luce del sole riscalda l'aria sulle pendici del vulcano. Quest'aria sale, portando con sé piccole quantità di polvere. Alla fine, l'aria in aumento converge sulla caldera del vulcano, la grande depressione circolare alla sua cima. Il sedimento fine si innalza dai pendii del vulcano fondendosi in una nuvola a spirale di polvere abbastanza spessa da essere osservata effettivamente dall'orbita. Sebbene sia un fenomeno annuale, osservazioni e calcoli al computer indicano che può formarsi solo per un breve periodo di tempo (per ogni anno). Dinamiche simile che producono nubi di polvere a spirale non sono state notate sugli altri grandi vulcani, come ad esempio quelli di Tharsis, ma sono state osservate altri tipi di nuvole sulle principali topografie orografiche. Tali nuvole sono presenti attorno a Olympus Mons, Ascraeus Mons, Pavonis Mons, Elysium Mons e Alba Patera ed ovviamente ad Arsia Mons, durante tutto l'anno marziano, con un picco a fine estate.
Le nuvole che circondano le orografie mostrano una variabilità stagionale. Sono state studiate già dagli anni '70 del secolo scorso (Smith e Smith, 1972) sui dati prelevati dal 1924 al 1971, scoprendo che l'attività delle nuvole era generalmente limitata alla fine primavera e prime stagioni estive nell'emisfero settentrionale, in una fascia di longitudine solare aerocentrica compresa tra 60° e 150°. Più recentemente Benson et al. (2003) ha studiato il comportamento stagionale delle nuvole di ghiaccio d'acqua topografiche nella regione di Tharsis usando le immagini giornaliere tramite la Mars Mars Orbiter Camera del Mars Global Surveyor (MOC/MGS), da marzo 1999 a luglio 2001, caratterizzando le tendenze stagionali nelle attività delle nuvole pomeridiane per i tre vulcani di Tharsis (Ascraeus Mons, Pavonis Mons e Arsia Mons), di Olympus Mons e di Alba Patera. Si è così potuto definire che l'insorgere delle nuvole sull'Olympus Mons e sull'Ascreaus Mons avviene nella primavera e nell'estate dell'emisfero settentrionale, raggiungendo un'area massima totale di circa 900.000 km2 e 1.000.000 km 2 rispettivamente, in tarda primavera. Le nubi attorno ad Alba Patera e Pavonis Mons mostrano un ulteriore picco, minore, a fine estate. In inverno sono state osservate pochissime nuvole. Le previsioni del Modello di Circolazione Generale di Marte sono coerenti con queste osservazioni.
Glenar et al. (2003) hanno studiato le proprietà delle nuvole di Elysium Mons, utilizzando osservazioni a terra nel vicino infrarosso, e hanno scoperto che la dimensione delle particelle di ghiaccio variava con l'ora del giorno. Hanno trovato inoltre che le particelle grandi hanno dominato al mattino (9:50 LST), mentre le dimensioni delle particelle sono rapidamente diminuite nel tardo mattino e nel primo pomeriggio (10:50 e 12:00 LST). Variazioni all'aumento delle dimensioni delle particelle sono state osservate verso metà pomeriggio (13:20, 13:40 e 14:50 LST), con le particelle più grandi che diventavano dominante man mano che il pomeriggio procedeva. Inoltre, gli autori hanno osservato che la profondità ottica delle nubi è aumentata progressivamente raggiungendo la massima opacità durante le ore pomeridiane.

## Coperture polari

Ripresa della calotta polare con la profondità dell'atmosfera e una grande nube orografica visibile all'orizzonte. Ripresa effettuata dal Mars Express con lo strumento HRSC.

Alcune dinamiche climatiche di Marte vengono regolate dalle masse ghiacciate polari. Infatti Marte possiede calotte al polo nord e al polo sud, costituite da ghiaccio d'acqua; tuttavia, sulle loro superfici è presente anche anidride carbonica congelata (ghiaccio secco). Tale tipo di ghiaccio si accumula nella regione polare nord (Planum Boreum) solo in inverno, sublimando completamente in estate. Il meccanismo si ripete al polo sud esattamente con la stessa stagionalità. Qui però si ha anche una copertura permanente di ghiaccio secco fino a otto metri di spessore. Questa differenza è dovuta alla maggiore elevazione del polo sud data dalla dicotomia marziana.

Gran parte dell'atmosfera (composta da biossido di carbonio) può condensare al polo invernale facendo si che la pressione atmosferica possa variare fino a un terzo del suo valore medio. Questa condensazione o la relativa evaporazione, causerà una variazione inversa della proporzione dei gas non condensabili nell'atmosfera.

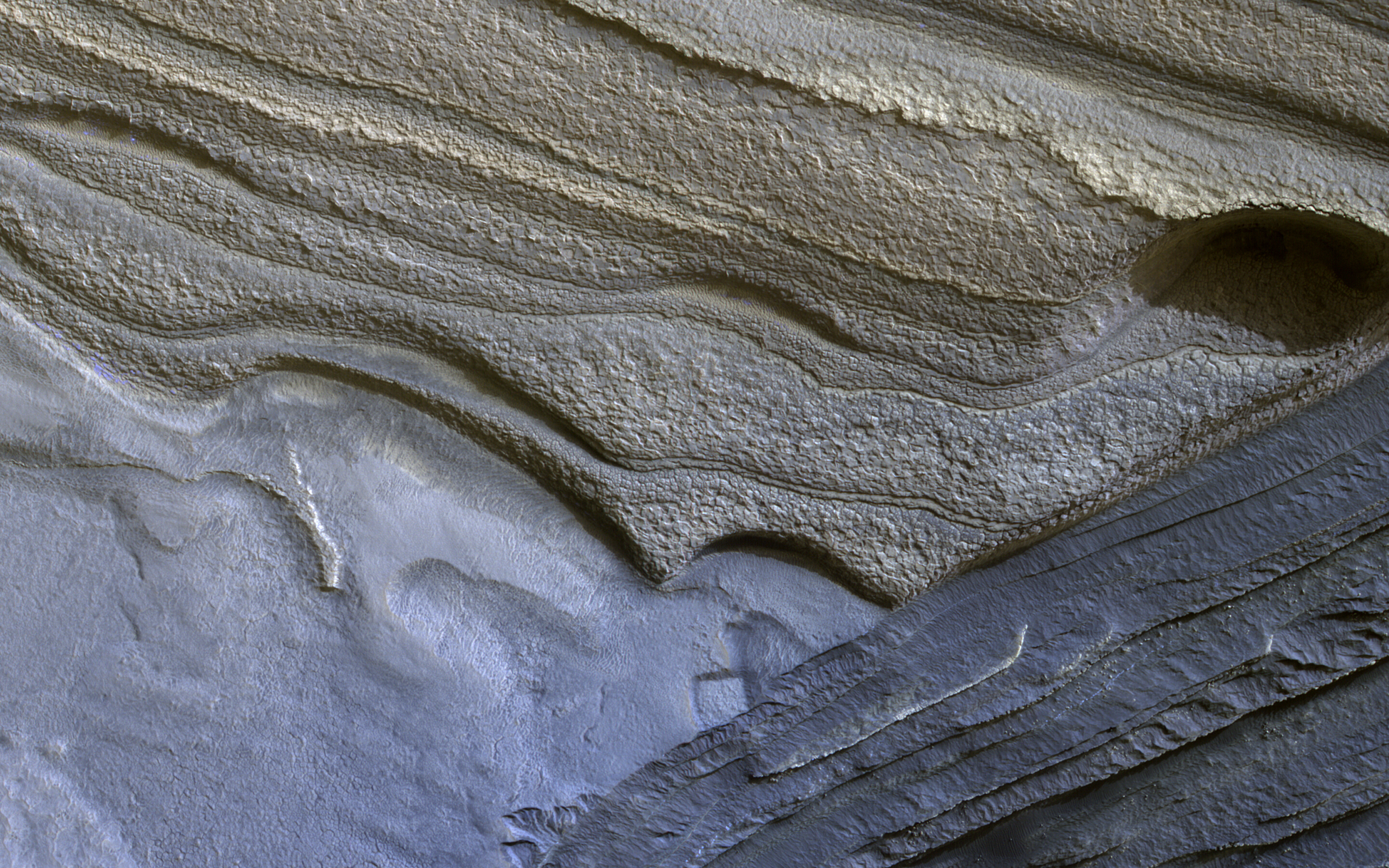
Ripresa con HiRISE di Olympia Rupes nel Planum Boreum, di uno dei tanti strati di ghiaccio d'acqua esposti, trovati nelle regioni polari di Marte. Larghezza raffigurata: 1,3 km circa.

L'eccentricità dell'orbita di Marte influenza questo ciclo, così come altri fattori quali l'inclinazione assiale ed altri moti millenari. In primavera e in autunno il vento generabile dal processo di sublimazione dell'anidride carbonica è così forte che può divenire la causa delle tempeste di polvere globali sopra menzionate.
La calotta polare nord ha un diametro di circa 1.000 km durante l'estate settentrionale marziana, e contiene circa 1,6 milioni di km3 di ghiaccio, che se distribuiti uniformemente sul polo formerebbe uno spessore di 2 km (rispetto a un volume di 2,85 milioni di km3 per la calotta glaciale della Groenlandia). La calotta polare meridionale ha un diametro di 350 km e uno spessore massimo di 3 km.
Entrambe le calotte polari mostrano depressioni a spirale, che inizialmente si pensava si formassero come risultato del riscaldamento solare differenziale, accoppiato con la sublimazione del ghiaccio e la condensazione del vapore acqueo. Analisi dei dati radar a penetrazione del ghiaccio provenienti dallo strumento SHARAD ha dimostrato invece che le depressioni a spirale si sono formate da una situazione specifica di conformazione, in cui venti catabatici ad alta densità scendono dall'alto polare per trasportare il ghiaccio a creare forme di fondo di grande lunghezza d'onda. La forma a spirale delle depressioni deriva dall'effetto Coriolis (della classe delle forze apparenti, a cui risulta soggetto un corpo quando si osserva il suo moto da un sistema di riferimento, che sia in moto rotatorio, rispetto ad un sistema di riferimento inerziale) che forza i venti, proprio come lo spostamento delle masse d'aria sulla terra si muovono a spirale, formando ad esempio un uragano. Tali depressioni non si sono formate contestualmente alle calotte glaciali; cominciarono invece a formarsi tra 2,4 milioni e 500.000 anni fa, dopo che già i tre quarti della calotta glaciale erano al loro posto. Ciò suggerisce che un cambiamento climatico ne ha avviato l’inizio. Poi, dinamicamente, entrambe le calotte polari si restringono e ricrescono seguendo la fluttuazione della temperatura delle stagioni marziane.
Esistono anche tendenze a lungo termine che sono state meglio comprese soltanto negli ultimi periodi di studio. In entrambe le calotte polari si stanno attualmente accumulando ghiacci e polveri, confermando il ciclo previsto da Milankovich su scale temporali dell'ordine dei ~ 400.000 e dei ~ 4.000.000 di anni. I rilevamenti dello strumento SHARAD del Mars Reconnaissance Orbiter indicano una crescita del limite totale di ghiaccio pari a ~ 0,24 km3/anno. Di questo, il 92%, ovvero ~ 0,86 mm/anno, sta crescendo in direzione nord, poiché la circolazione di Hadley, deviata da Marte, agisce come aspirazione, non lineare, di sostanze volatili verso il settentrione.

## Effetti del vento solare
Attualmente l’atmosfera è molto rarefatta. Per molti anni si è ritenuto che, come nel caso della Terra, la maggior parte dell’anidride carbonica primordiale fosse racchiusa nei minerali carbonati. Tuttavia, nonostante l'uso di molti strumenti orbitanti per la ricerca di carbonati, sono stati trovati pochissimi depositi di tali sali. Oggi si pensa che gran parte dell’anidride carbonica nell’aria marziana sia stata rimossa dal vento solare così come lo sono stati altre molecole e composti gassosi. I ricercatori hanno scoperto un processo in due fasi che invia il gas nello spazio. La luce ultravioletta proveniente dal Sole potrebbe colpire una molecola di anidride carbonica, scomponendola in monossido di carbonio e ossigeno. Un secondo fotone di luce ultravioletta potrebbe successivamente scomporre il monossido di carbonio in ossigeno e carbonio che otterrebbero energia sufficiente per fuggire dal pianeta. In questo processo è molto probabile che l'isotopo leggero del carbonio (12C) fugga verso l'esterno lasciando l'atmosfera marziana arricchita con l'isotopo pesante del carbonio (13C). Questa maggiore quantità dell’isotopo pesante è quella che è stata misurata effettivamente dal rover Curiosity su Marte.
Marte ha perso gran parte del suo campo magnetico circa quattro miliardi di anni fa. Attualmente il pianeta non ne possiede (in realtà permane la magnetizzazione residua delle rocce percepibile come campo globale ma con valenza locale), rendendo prominente l'interazione tra vento solare e la radiazione cosmica con la parte superiore dell'atmosfera. La conseguenza di questa configurazione è che la ionosfera marziana viene interessata direttamente, così che i suoi gas vengano ionizzati ed estratti dall'atmosfera. L’atmosfera marziana risulta più sottile di quanto sarebbe altrimenti, proprio a causa di questo effetto, dovuto all’azione costante del vento solare verso gli atomi dello strato atmosferico esterno. La ionosfera di Marte gioca quindi un ruolo fondamentale nella perdita di gas atmosferici e di acqua nello spazio. L'orbiter della NASA MAVEN ha fornito misurazioni della composizione della ionosfera marziana (in modo differente da come le fornirono gli orbiter delle missioni Viking, del 1976, relative ad una sola ora del giorno) generando la prima mappa della struttura, differenziandola tra giorno e notte. Le informazioni ottenute hanno mostrato come le densità dei due ioni principali O2+ e O+, dipendono prettamente dall'altitudine e dal tempo del giorno indicando che la struttura globale della ionosfera influirebbe sulla quantità di acqua che fugge da Marte. Inoltre Zhang et al. (2021) indicano la perdita per generazione di nubi di plasma osservate formarsi a basse altitudini (circa 600 km). Secondo gli autori, tali nubi (con fuga esplosiva della massa di plasma ed identificate soltanto recentemente tramite le osservazioni di sonde spaziali delle ultime missioni) sarebbero un "importante canale di fuga" degli ioni come dedotto dall'analisi dei dati di MAVEN.
La maggior parte della perdita atmosferica su Marte, che si pensa sia avvenuta nel passato, potrebbe essere ricondotta alla dinamica di fuga per scissione delle molecole dell'acqua portate in atmosfera superiore. Per essere coerente con le osservazioni odierne però, la teoria attuale dovrebbe presupporre un indebolimento del vento solare (rispetto all'attività solare primordiale); quindi gli effetti odierni di distruzione dell’atmosfera sono molto minori di quelli del passato, quando il vento solare era più forte e dinamico a causa della minore età del Sole.

## Le stagioni
Ogni pianeta ha moti di breve durata (come la rotazione e la rivoluzione) e di lunga durata, come le variazioni per precessione. La precessione dell'allineamento dell'obliquità e dell'eccentricità porta al riscaldamento e al raffreddamento globale (definite grandi estati o grandi inverni) di Marte con un periodo di 170.000 anni.
| Stagione                                      | Sol di Marte | Giornate della Terra |
| --------------------------------------------- | ------------ | -------------------- |
| Primavera settentrionale, autunno meridionale | 193,30       | 92.764               |
| Estate settentrionale, inverno meridionale    | 178,64       | 93.647               |
| Autunno settentrionale, primavera meridionale | 142,70       | 89.836               |
| Inverno settentrionale, estate meridionale    | 153,95       | 88.997               |

Marte ha un'inclinazione assiale di 25,2° valore prossimo a quello terrestre pari a 23° 26' 10.5". Ciò significa che il pianeta è soggetto alle stagioni e alle loro variazioni, proprio come sulla Terra. Marte però si differenzia per l'eccentricità dell'orbita, pari a 0,1 molto maggiore dell'attuale eccentricità orbitale della Terra che è di circa 0,02 (in pratica quasi circolare). La maggiore eccentricità fa sì che l'insolazione su Marte varii in modo marcato mentre il pianeta orbita attorno al Sole (con un anno marziano della durata di 687 giorni, circa 2 anni terrestri). Come sulla Terra, l'obliquità di Marte domina le stagioni ma, a causa della grande eccentricità, gli inverni nell'emisfero meridionale sono lunghi e freddi mentre quelli dell'emisfero settentrionale sono brevi e relativamente caldi. E sempre come sulla Terra, l'obliquità di Marte subisce cambiamenti periodici che possono portare a cambiamenti climatici di lunga durata.
Con le conoscenze odierne accumulate si ritiene che il ghiaccio, che attualmente osserviamo sulla superficie, si sia accumulato quando l'inclinazione orbitale di Marte era molto diversa da quella attuale. Si pensa inoltre che molte strutture su Marte, specialmente nel quadrilatero di Ismenius Lacus, contengano grandi quantità di ghiaccio d'acqua. Il modello più popolare accreditato per l'origine del ghiaccio è il cambiamento climatico, dovuto a grandi spostamenti nell'inclinazione dell'asse di rotazione del pianeta. Difatti l'asse su cui ruota il pianeta presenta una notevole variazione che lo porta ad oscillare molto più della Terra, modificando il valore dell'angolo nel tempo in maniera marcata. Questa sua modifica dell'obliquità, varia notevolmente anche i virtù dell'assenza di una grande luna stabilizzatrice (come avviene con il sistema Terra-Luna). Marte infatti possiede solo due piccole lune; Phobos e Deimos non possono stabilizzarla come avviene per la Luna, terrestre. A volte l'inclinazione è arrivata ad essere addirittura superiore agli 80 gradi. I grandi cambiamenti nell'inclinazione spiegano molte delle caratteristiche ricche di ghiaccio su Marte.Alcuni milioni di anni fa, l'inclinazione dell'asse di Marte era prossima ai 45° (valore massimo di obliquità normale e non eccezionale) invece dell'attuale 25°. Diversi studi hanno dimostrato che quando l’inclinazione di Marte raggiunge i 45°, il ghiaccio ai poli non è più stabile. Inoltre, a questa inclinazione, elevata, le riserve di anidride carbonica solida sublimano, aumentando la pressione atmosferica. Questa maggiore pressione consente di trattenere un maggior quantitativo di polvere nell’atmosfera, facilitando l'aggregazione di acqua attorno ai grani. L'umidità nell'atmosfera ricadrà sotto forma di neve o di ghiaccio congelato sui granelli di polvere. I calcoli suggeriscono che questo materiale si concentrerà alle medie latitudini. I modelli di circolazione generale dell’atmosfera marziana prevedono accumuli di polvere ricca di ghiaccio proprio nelle stesse aree in cui si trovano già strutture ricche di ghiaccio. Quando l'inclinazione comincia nuovamente a diminuire a valori più bassi, il ghiaccio sublimerà trasformandosi direttamente in gas e lasciando dietro di sé uno strato di polvere. Il nuovo deposito, differito, ricoprirà il materiale sottostante preesistente; ad ogni ciclo di elevati livelli di obliquità, rimarrà un mantello ricco di ghiaccio formando una stratificazione dei depositi in cui lo strato superficiale liscio del mantello di copertura rappresenterebbe, probabilmente, solo materiale relativamente recente a volte depositatosi dal cielo.

Jacques Laskar, del Centro nazionale francese per la ricerca scientifica, sostiene che gli effetti di questi cambiamenti climatici periodici possono essere osservati proprio nella natura stratificata della calotta glaciale del polo nord marziano. La ricerca attuale suggerisce che Marte si trova in un periodo interglaciale caldo che dura da più di 100.000 anni.

## Prove del recente cambiamento climatico

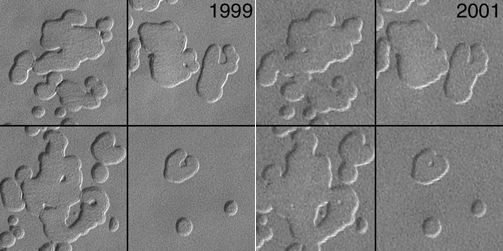
Fori nella calotta polare sud come ripreso dal MGS 1999, NASA.

Negli ultimi anni (marziani) sono stati osservati cambiamenti regionali attorno al polo sud (ossia Planum Australe) di Marte dove, nel 1999, il Mars Global Surveyor aveva fotografato dei fori nello strato di anidride carbonica congelata. A causa della loro sorprendente forma e orientamento, questi buchi sono diventati noti come swiss cheese features (caratteristiche del formaggio svizzero) e i terreni dove appaiono sono stati battezzati cottage cheese terrain. Nel 2001 la sonda fotografò nuovamente gli stessi fori e scoprì che erano diventati più grandi, ritirandosi di circa 3 metri in un anno marziano. Queste morfologie sono causate dalla sublimazione dello strato di ghiaccio secco, esponendo così lo strato di ghiaccio d'acqua inerte sottostante. Osservazioni più recenti indicano che il ghiaccio al polo sud di Marte continua a sublimare. Le cavità nel ghiaccio continuano a crescere di circa 3 metri ogni anno marziano. Malin afferma che le condizioni su Marte attualmente non sono favorevoli alla formazione di nuovo ghiaccio. Un comunicato stampa della NASA indica che "il cambiamento climatico [è] in corso" sul pianeta rosso. In un riassunto delle osservazioni effettuate con la Mars Orbiter Camera, i ricercatori hanno ipotizzato che del ghiaccio secco potrebbe essersi depositato tra il Mariner 9 e la missione Mars Global Surveyor. Sulla base dell’attuale tasso di perdita, i depositi di oggi potrebbero scomparire tra un centinaio di anni.
Nelle aree a bassa latitudine si è notata una maggiore presenza di ghiaccio d’acqua, più di quanto uno avrebbero dovuto aspettarsi, in regime di condizioni climatiche attuali. "[Mars Odyssey ] ci sta fornendo indicazioni sui recenti cambiamenti climatici globali su Marte", ha affermato Jeffrey Plaut, ricercatore del progetto per la missione in forza al Jet Propulsion Laboratory della NASA, in un lavoro pubblicato nel 2003 senza revisione paritaria e pubblicato sul sito jpl.nasa.gov.

### Teorie dell'attribuzione

#### Cambiamenti polari
Colaprete et al. (2005) hanno condotto simulazioni con un modello di circolazione generale di Marte mostrando che localmente il clima attorno al polo sud marziano potrebbe attualmente trovarsi in un periodo di instabilità. Tale instabilità simulata sembra essere radicata nella geografia della regione, portando gli autori a ipotizzare che la sublimazione del ghiaccio polare sia un fenomeno tipico dell'area piuttosto che globale. I ricercatori hanno dimostrato che, anche con una luminosità solare costante, i poli sono stati in grado di alternare periodi di deposizione a periodi di erosione con perdita di ghiaccio. L’innesco di un cambiamento di stato potrebbe essere un aumento del carico di polvere nell’atmosfera o un cambiamento dell’albedo dovuto alla deposizione di ghiaccio d’acqua sulla calotta polare. Questa teoria è risultata alquanto problematica a causa della mancanza di ghiaccio che sarebbe dovuto venirsi a depositare dopo la tempesta di polvere globale del 2001. Questa discrepanza potrebbe derivare da un secondo problema ossia quello che l’accuratezza del modello di circolazione generale di Marte diminuisce di affidabilità man mano che ci si sposta da una scala di simulazione del fenomeno globale ad una a livello locale. In ragione di ciò è stato affermato che, forse, "i cambiamenti regionali osservati nella copertura di ghiaccio del polo sud sono quasi certamente dovuti a una transizione climatica regionale, non a un fenomeno globale, oggettivamente non correlati a forzanti esterne".

## Abitabilità
Sebbene allo stato attuale Marte sia inospitale per gli esseri umani, molte persone hanno suggerito di terraformarlo per modificare il clima col fine di renderlo più abitabile per gli esseri umani. In particolare, Elon Musk ha suggerito di far esplodere testate nucleari sulle calotte polari di Marte per rilasciare vapore acqueo e anidride carbonica con l'effetto di riscaldare il pianeta sufficientemente da renderlo abitabile per gli esseri umani.

## Zone climatiche
Le zone climatiche terrestri sono state definite per la prima volta da Wladimir Köppen in base alla distribuzione dei gruppi di vegetazione. La classificazione del clima è inoltre basata sulla temperatura, sulle precipitazioni e suddivisa in base alle differenze nella distribuzione stagionale della temperatura e delle precipitazioni. Esiste un gruppo separato per i climi extrazonali come per l'alta quota. Marte non ha né vegetazione né precipitazioni (a parte quelle solide e comunque infrequenti), quindi per definire una qualsiasi classificazione climatica basterebbe basarsi solo sulla temperatura. Un ulteriore affinamento del sistema potrebbe benissimo basarsi sulla distribuzione delle polveri, sul contenuto di vapore acqueo e sulla presenza di neve. In modo complementare anche su Marte potrebbero essere definite le zone climatiche per insolazione (zone climatiche solari) come avviene per la Terra. Avendo un'inclinazione simile si possono definire delle zone tropicali, equatoriale, polare, settentrionale e meridionale.

## Missioni
Diverse sono le missioni che ad oggi stanno studiando le dinamiche climatiche e l'atmosfera di Marte. Dal 2001 la Mars Odyssey è in orbita attorno a Marte effettuando misurazioni della temperatura atmosferica globale con lo strumento TES. Il Mars Reconnaissance Orbiter sta effettuando osservazioni giornaliere relative al meteo e al clima dall'orbita. Uno dei suoi strumenti, il Mars climate sounder, è stato pensato e progettato proprio per il lavoro di osservazione delle dinamiche climatiche. La stazione MSL, Curiosity, è stata lanciata nel novembre 2011 ed è atterrata su Marte il 6 agosto 2012. Lo scopo principale della missione è quella di studiare la geologia di Marte e il clima. Dal 2014 lavora l'orbiter MAVEN e dal 2016 orbita l'ExoMars Trace Gas Orbiter (TGO) con lo scopo di comprendere struttura e composizione dell'atmosfera di Marte. Dal 2020 operano anche altre piattaforme finalizzate allo studio climatico, oppure che alloggiano strumenti per lo studio dinamico atmosferico. L'orbiter della Emirates Mars Mission, HOPE, opera in campo largo osservando contemporaneamente la bassa e l'alta atmosfera in modo continuativo. Molte ed importati sono state le scoperte effettuate con tale sonda: si citano qui i rapporti di correlazione della fuga degli ioni e degli elementi dall'alta e dalla bassa atmosfera, la predizione delle tempeste di polvere, il riconoscimento delle complicate differenze delle aurore marziane nonché gli effetti climatici stagionali. Operano la sonda cinese Tianwen-1 ed il rover Perseverance per il programma MARS2020, sebbene questo sia finalizzato alla raccolta dei campioni da riportare sulla Terra, presso il cratere Jezero. Inoltre dal 2013 al 2022 ha operato Mangalyaan un obiter indiano (con la missione MOM) che aveva come scopo secondario proprio lo studio atmosferico marziano. Si tralasciano gli studi effettuati con i dati ricavati dalla sonda perché particolareggiati. Si lasciano solo, nelle note, alcune pubblicazioni notevoli e di particolare interesse da consultare qualora si voglia approfondire le conoscenze relative alle dinamiche climatiche relazionate ai dust storm.
Per ultimo si può citare Mars InSight il cui scopo primario è stato quello di studiare l'interno di Marte. Nonostante fosse stato progettato appositamente per il rilevamento dell'emissione termica e della sismica, il lander è stato equipaggiato con sofisticata strumentazione meteorologica col fine di riconoscere gli effetti atmosferici da correlare ai terremoti marziani riconosciuti dagli appositi sensori sismici. Importati sono le considerazioni ricavate sulle onde atmosferiche per dinamiche gravitazionali, lo studio sui diavoli di polvere nonché le numerose osservazioni meteorologiche effettuate dai sensori APSS-PS e TWINS.